# Izrael
Izrael (hebr. ‏יִשְרָאֵל‎ Jisra’el, arab. ‏إسرائيل‎ Isrā’īl), oficjalnie Państwo Izrael (hebr. ‏מְדִינַת יִשְרָאֵל‎ wymowaⓘ Medinat Jisra’el, arab. ‏دَوْلَةْ إِسْرَائِيل‎ Dawlat Isrā’īl) – państwo na Bliskim Wschodzie, położone w Azji Zachodniej na wschodnim brzegu Morza Śródziemnego. Graniczy na północy z Libanem, na północnym wschodzie z Syrią, na wschodzie z Jordanią i na południowym zachodzie z Egiptem. Przylegają do niego również Palestyna, czyli Zachodni Brzeg, oraz Strefa Gazy, kontrolowane przez tymczasową strukturę administracyjną: Palestyńskie Władze Narodowe zwane potocznie Autonomią Palestyńską. Zewnętrzne granice Palestyny są kontrolowane przez władze izraelskie. Izrael pomimo stosunkowo małej powierzchni jest dość zróżnicowany demograficznie. W populacji liczącej 7,66 miliona większość stanowią Żydzi (75%). Drugą co do wielkości grupę stanowią Arabowie (20%). Mniejszą grupą etniczną są Samarytanie. Pod względem wyznaniowym w Izraelu występuje duże zróżnicowanie – obok żydów mieszkają również muzułmanie (Arabowie), chrześcijanie i druzowie, jak również inne mniejsze grupy religijne.
Współczesne państwo Izrael ma swoje religijne korzenie w Ziemi Izraela (hebr. ‏ארץ ישראל‎ Erec Jisrael), która przez 3000 lat zajmowała centralne miejsce w judaizmie. Nowożytnym ruchem politycznym, który dążył do założenia/wskrzeszenia państwa Izrael był syjonizm, datowany od 1884, kiedy w Katowicach odbył się zjazd stowarzyszeń Miłośników Syjonu (Chowewej Syjon) z całej Europy (Konferencja Katowicka). Na tymże zjeździe przywództwo objął Samuel Mohylewer i tu zapadły decyzje o powrocie Żydów do Palestyny i o finansowym wspieraniu emigrantów.
W okresie I wojny światowej Wielka Brytania, walcząca z władającym terenami współczesnego Izraela Imperium Osmańskim, wydała tzw. Deklarację Balfoura, zakładającą utworzenie w Palestynie „żydowskiej siedziby narodowej”. Po zakończeniu wojny Liga Narodów zgodziła się na stworzenie Mandatu Palestyny pod brytyjskim protektoratem, celem spełnienia wspomnianej obietnicy.
Podczas okresu trwania mandatu, przybyło na te tereny około 480 tysięcy Żydów, z których około 90% pochodziło z Europy. Stanowiło to większość z ok. 650 tysięcy Żydów obecnych na tych ziemiach w momencie ogłoszenia niepodległości. Ta masowa imigracja, w dwudziestoleciu międzywojennym oraz podczas II wojny światowej, zmieniła znacznie strukturę ludności i była jedną z przyczyn konfliktu ze stanowiącą do tej pory dominującą większość mieszkańców arabską ludnością Palestyny, co przejawiało się w atakach na Żydów i antybrytyjskich powstaniach. Opór Palestyńczyków sprawił, że Wielka Brytania zaczęła ograniczać imigrację żydowską, co doprowadziło do wymierzonych w nią ataków skrajnych organizacji syjonistycznych – Irgun i Lechi. Nie potrafiąc doprowadzić do pogodzenia zwaśnionych społeczności arabskiej i żydowskiej, Wielka Brytania przekazała sprawę Palestyny Organizacji Narodów Zjednoczonych.
W 1947 ONZ zgodziła się na podział Palestyny na dwa państwa: żydowskie i arabskie. 14 maja 1948 (5 ijar 5708) zgodnie z decyzją ONZ państwo Izrael proklamowało niepodległość, jednak okoliczne państwa arabskie odmówiły zaakceptowania planu i rozpoczęły wojnę, włączając się w trwające od ogłoszenia decyzji ONZ walki. I wojna izraelsko-arabska potwierdziła niepodległość i poszerzyła granice państwa żydowskiego poza zasięg przewidziany przez plan ONZ. Od tamtej pory Izrael tkwi w konflikcie z wieloma ościennymi państwami arabskimi. Przez ten czas prowadził kilka wojen. Od swego powstania granice Izraela ze wszystkimi sąsiednimi państwami były tematem sporów. Jednakże Izrael podpisał traktaty pokojowe z Egiptem i Jordanią, podejmowano także wysiłki mające doprowadzić do pokoju z Palestyńczykami.
Izrael jest demokratyczną republiką parlamentarno-gabinetową. Władza wykonawcza spoczywa w rękach premiera, stojącego na czele rządu. Władza ustawodawcza jest podzielona pomiędzy rząd i parlament (Kneset). Pod względem nominalnej wartości PKB gospodarka państwa znajduje się na 29. miejscu wśród największych gospodarek świata i na 13. miejscu pod względem PKB na mieszkańca. Izrael zajmuje 19. miejsce w rankingu wskaźnika HDI, a 96. w rankingu wolności prasy. Jerozolima jest stolicą państwa (proklamowaną w 1950), siedzibą rządu i największym miastem, podczas gdy finansowym centrum Izraela jest Tel Awiw. Jednakże ostateczny status Jerozolimy jest niewyjaśniony i z tego powodu większość państw, w tym Polska, nie uznaje jej za stolicę Izraela.
W grudniu 2017 prezydent Stanów Zjednoczonych Donald Trump oficjalnie uznał Jerozolimę za stolicę Izraela i wydał Departamentowi Stanu polecenie rozpoczęcia procedury przenoszenia amerykańskiej ambasady do tego miasta, na mocy uchwalonej w 1995 ustawy o ambasadzie w Jerozolimie.
19 lipca 2018 parlament Izraela przyjął ustawę o Izraelu, jako o państwie narodowym Żydów, odnoszącym to państwo wyłącznie do narodu żydowskiego. Ustawa została skrytykowana przez przedstawicieli arabskiej mniejszości narodowej w Izraelu jako rasistowska.

## Etymologia nazwy
Izrael (hebr. ‏ישׂראל‎) pochodzi z Biblii z jej części zwanej Starym Testamentem (por. Księga Rodzaju 32,29) i oznacza: „ten, który walczy z Bogiem” (‏שרה‎ – „walczyć, bić się, wojować”, ‏אֵל‎ – „Bóg”). Takie imię otrzymał patriarcha Jakub. Niektórzy komentatorzy są odmiennego zdania, jeśli chodzi o sens znaczenia tego słowa. Uważają, że słowo Izrael pochodzi od czasownika śarar i oznacza „Bóg zasad” albo „Bóg osądzający”. Jeszcze inni tłumaczą to słowo jako „książę mocny przed Bogiem / u Boga” lub „walczący”, jak również jako „Bóg jest silny”, ewentualnie „Bóg oświeca” lub „Bóg leczy”.  Istnieje także teoria, w myśl której nazwa Izrael pochodzi od zbitki hebrajskiego słowa yśr/yšr oznaczającego słuszność/rację oraz imienia boga El - bóstwa nieba czczonego na całym Bliskim Wschodzie. Nazwa ta odnosić miałaby się do niewielkiej grupy ludzi wiążących swój los z bóstwem El. 
Z potomków Jakuba powstał biblijny naród, nazywany powszechnie Izraelitami lub „dziećmi Izraela”. Pierwsze historyczne użycie słowa Izrael pochodzi ze Steli Merenptaha, datowanej na okres 1224–1208 p.n.e. Współczesne państwo Izrael jest powszechnie nazywane „Państwem Izrael” (hebr. Medinat Jisrael). Inne proponowane nazwy, takie jak Ziemia Izraela (hebr. Erec Jisrael), Syjon i Judea, zostały odrzucone. W pierwszych dniach niepodległości rząd używał słowa Izrael w odniesieniu do mieszkańców nowego państwa. Formalnie nazwy państwa po raz pierwszy użył minister spraw zagranicznych Mosze Szaret.

## Deklaracja i symbole niepodległego państwa
Proklamacja niepodległości Izraela odbyła się 14 maja 1948 roku. Flaga państwowa nawiązuje do tradycyjnej żydowskiej chusty modlitewnej talit i ma kształt białego prostokąta z dwoma poziomymi niebieskimi pasami. Pośrodku flagi jest umieszczona Gwiazda Dawida, która od setek lat pozostawała symbolem żydowskiej tożsamości narodowej. Oficjalnym herbem państwowym jest złoty świecznik menora. Deklaracja niepodległości Izraela mówi między innymi:
„...Państwo Izrael otwarte będzie dla żydowskiej imigracji z Diaspory i będzie wspierać rozwój kraju dla pożytku wszystkich jego mieszkańców. Zbudowane będzie na podstawach wolności, sprawiedliwości i pokoju – tak jak je widzieli prorocy Izraela. Państwo żydowskie zapewni wszystkim swoim mieszkańcom równość społeczną i polityczne prawa niezależnie od wyznania, rasy i płci. Gwarantować będzie wolność wyznania, sumienia, słowa, edukacji i kultury. Chronić będzie miejsca święte wszystkich religii ... Wyciągamy przyjazną dłoń do wszystkich sąsiadujących z nami państw i ich narodów, oferując pokój i zgodne sąsiedztwo. Zwracamy się z wezwaniem do ustanowienia więzów współpracy z niezależnym narodem żydowskim zamieszkałym na swojej ziemi. Państwo Izrael gotowe jest wziąć udział we wspólnym wysiłku rozwoju całego Bliskiego Wschodu...”.

## Historia

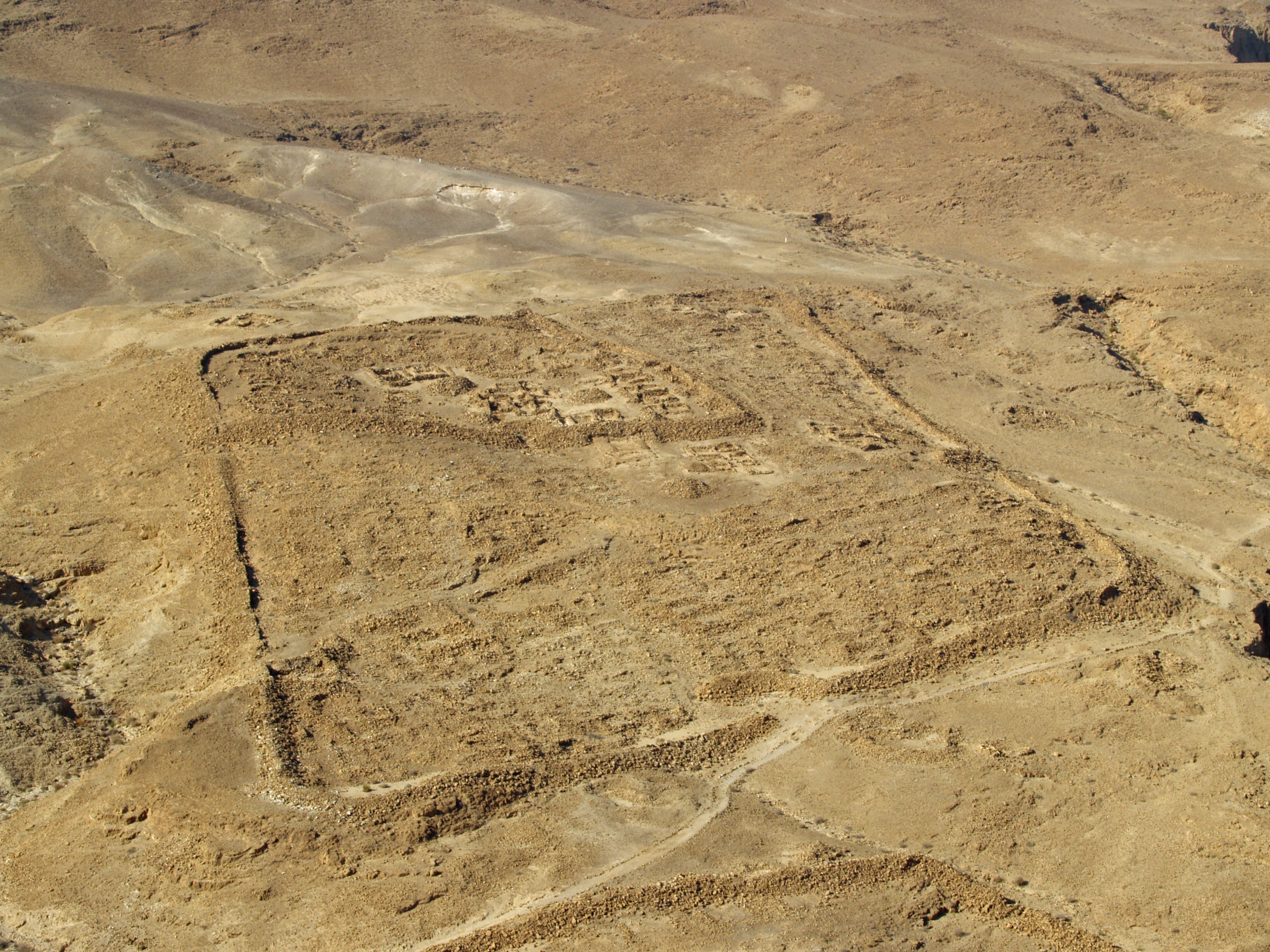
Pozostałości rzymskiego obozu u stóp Masady

### Wczesne korzenie
Ziemia Izraela była święta dla Żydów od czasów biblijnych. Według Tory Ziemia Izraela została obiecana Żydom przez Boga jako ich ojczyzna. Najstarsza historyczna wzmianka o Izraelu znajduje się na steli Merenptaha (XIII w. p.n.e.) oraz prawdopodobnie na cokole berlińskim (relief 21687, XV/XIV w. p.n.e.). Zgodnie z tradycyjną chronologią około XI wieku p.n.e. pierwszy z wielu izraelskich królów rozpoczął panowanie nad Ziemią Izraela. Królestwo Izraela i następne państwa żydowskie istniały przez tysiąc lat.
Zanim Ziemia Izraela – obszar dawnego królestwa izraelskiego – została podbita przez muzułmanów w VII wieku przechodziła kolejno pod panowanie Asyrii, Babilonii, Persji, Grecji, Rzymu i Bizancjum. Żydowska obecność w regionie osłabła po klęsce powstania Bar-Kochby przeciwko cesarstwu rzymskiemu w 135. Skutkiem tego było wygnanie większości Żydów z Ziemi Izraela. Masakry Żydów były kontynuowane przez bizantyńskiego cesarza Herakliusza, który w latach 628–629 nakazał mordować wszystkich złapanych Żydów i zabronił im wstępu do Jerozolimy. Prawdopodobnie wówczas Żydzi osiągnęli najniższą liczebność w Ziemi Izraela. Jednakże wciąż pozostawali obecni w regionie, chociaż wyraźnie przemieścili się z Judei do Galilei. W tym okresie powstały najważniejsze religijne teksty judaizmu: Talmud Jerozolimski i Miszna. Ziemia Izraela została około 636 podbita przez muzułmanów. Następnie przechodziła kolejno pod panowanie Ummajjadów, Abbasydów, Tulunidów, Ichszydydów, Fatymidów, Seldżuków, krzyżowców, Ajjubidów i mameluków. Po bitwie pod Mardż Dabik w 1516 r. tereny współczesnego Izraela stały się częścią Imperium Osmańskiego, które rządziło regionem do XX wieku.
Na terenach Izraela i okupowanego przez niego Zachodniego Brzegu znajdują się najświętsze miejsca judaizmu.

### Syjonizm i brytyjski Mandat Palestyny
Żydzi żyjący w diasporze mieli odwieczną ambicję powrotu do Syjonu i Ziemi Izraela. Ta nadzieja i pragnienie zostały wyrażone w Biblii i są głównym tematem żydowskiego modlitewnika.
Po wygnaniu Żydów z katolickiej Hiszpanii w 1492 roku nastąpił znaczący wzrost ich liczby w Palestynie. W XVI wieku rozwinęły się duże żydowskie społeczności w czterech świętych miastach judaizmu: Jerozolimie, Hebronie, Tyberiadzie i Safedzie. W drugiej połowie XVIII wieku duża część chasydzkiej społeczności z Europy Wschodniej osiedliła się w Ziemi Świętej.

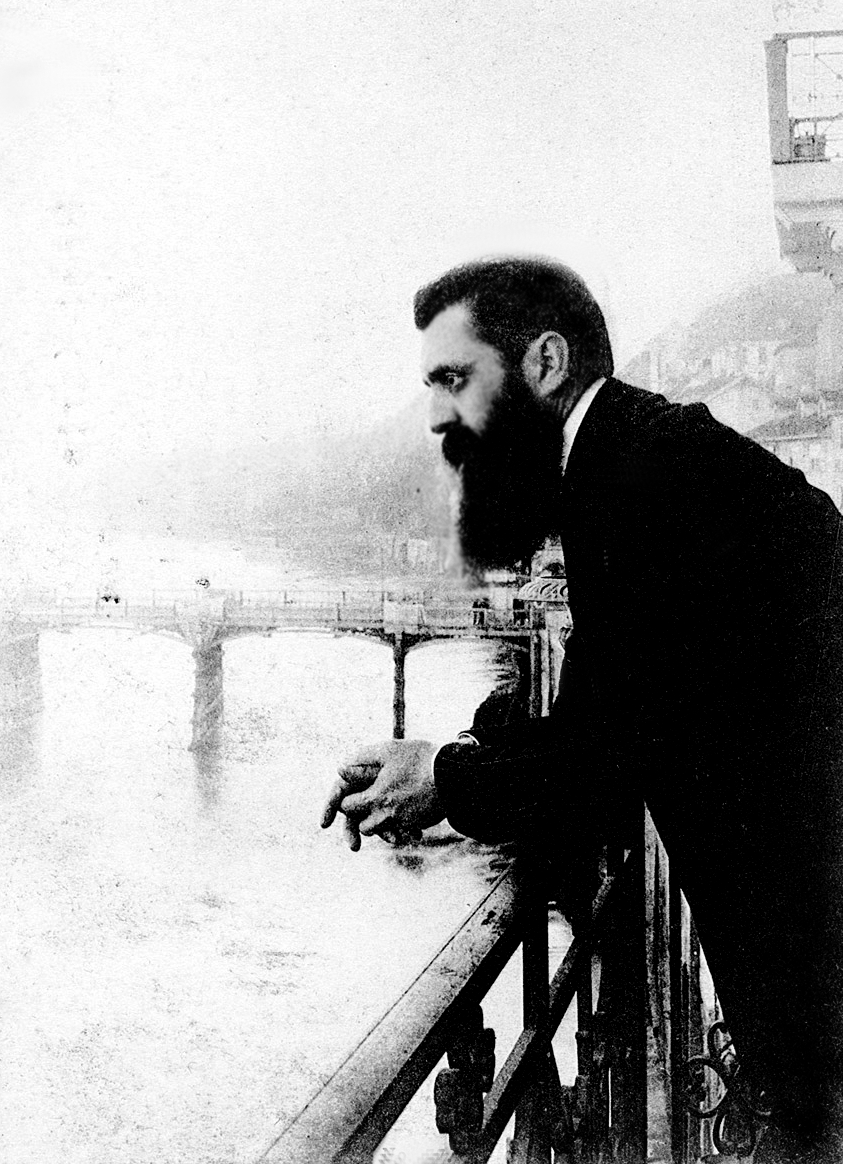
Theodor Herzl, twórca i główny ideolog syjonizmu, w 1901

Pierwsza duża fala nowoczesnej imigracji, znana jako pierwsza alija, zaczęła się w 1881, gdy Żydzi zaczęli uciekać przed pogromami w Rosji. Do istniejącego już wcześniej teoretycznego ruchu syjonistycznego austro-węgierski dziennikarz Theodor Herzl dodał nurt polityczny, który poprzez postawienie społeczności międzynarodowej pytania o dalsze losy „kwestii żydowskiej” dążył do stworzenia żydowskiego państwa w Ziemi Izraela. W 1896 Herzl wydał Der Judenstaat (pol. Państwo żydowskie), w którym przedstawił wizję przyszłego państwa. W następnym roku otworzył I Kongres Syjonistyczny.
Druga alija (1904–1913) zaczęła się po pogromie w Kiszyniowie. Około 40 000 Żydów osiedliło się wówczas w Palestynie. W obu tych falach imigracji wzięli udział w większości Żydzi ortodoksyjni, ale w drugiej alii uczestniczyli także pionierzy syjonizmu socjalistycznego, którzy założyli ruch kibucowy. Podczas I wojny światowej brytyjski minister spraw zagranicznych, Arthur Balfour, wydał w 1917 tzw. deklarację Balfoura, która stwierdzała, że rząd Jego Królewskiej Mości przychylnie zapatruje się na ustanowienie w Palestynie domu dla narodu żydowskiego. Grupa pięciu żydowskich batalionów wchodzących w skład Legionu Żydowskiego wzięła udział w zajęciu Palestyny przez wojska brytyjskie. Arabski sprzeciw wobec brytyjskiego planu ujawnił się w zamieszkach 1921, na które Żydzi odpowiedzieli utworzeniem organizacji militarnych Hagana, Irgun i Lechi.
W 1922 Liga Narodów przyjęła projekt utworzenia brytyjskiego Mandatu Palestyny z następującym komentarzem: Odbudowa Żydowskiej Siedziby Narodowej ma się dokonać bez żadnego uszczerbku dla praw ludności arabskiej w Palestynie. W owym czasie większość mieszkańców Palestyny stanowili muzułmańscy Arabowie, a jedynie w Jerozolimie mieszkało większe skupisko Żydów.
Żydowska imigracja była kontynuowana w trzeciej (1919–1923) i czwartej alii (1924–1931), podczas których do Palestyny przybyło około 100 000 Żydów. Gdy w 1921 doszło do krwawych arabskich rozruchów w Jafie, brytyjskie władze mandatowe wprowadziły ograniczenia żydowskiej imigracji i oderwały od Mandatu Palestyny wschodnie terytoria, na których utworzono arabskie państwo – Emirat Transjordanii.
Dojście do władzy Hitlera i wzrost nazizmu w latach 30. przyczyniły się do piątej alii (1931–1940), podczas której około 250 000 Żydów przybyło do Palestyny. Wywołało to wybuch arabskiej rewolty w 1936 i doprowadziło Brytyjczyków do ogłoszenia w 1939 trzeciej „białej księgi”. Przeciwdziałając ostrym restrykcjom ograniczającym wielkość żydowskiej imigracji, pojawił się tajny ruch wspierający Żydów uciekających z Europy przed Holokaustem. Ruch ten jest nazywany Alija Bet. W ten sposób liczba Żydów w Palestynie wzrosła z 11% ogółu mieszkańców w 1922 do 33% w 1945.

### Pierwsze lata niepodległości
Po 1945 Wielka Brytania została wmieszana w coraz bardziej agresywny konflikt z Żydami, walczącymi o swobodny dostęp żydowskiej imigracji do Palestyny. Równolegle toczące się starcia żydowsko-arabskie przekształciły się w 1947 w otwartą wojnę domową. W 1947 brytyjski rząd wycofał się ze swoich zobowiązań w Mandacie Palestyny i oświadczył, że nie jest w stanie rozwiązać konfliktu izraelsko-arabskiego. Nowo powstała Organizacja Narodów Zjednoczonych przyjęła 29 listopada 1947 rezolucję nr 181 o podziale Palestyny na dwa państwa: żydowskie i arabskie. Jerozolima miała zostać międzynarodowym miastem (corpus separatum) pod nadzorem ONZ. Społeczność żydowska zaakceptowała ten plan, ale Liga Państw Arabskich i społeczność arabska w Palestynie go odrzuciły. Ogłoszenie decyzji doprowadziło do rozpoczęcia walk na terytorium mandatu Palestyny.

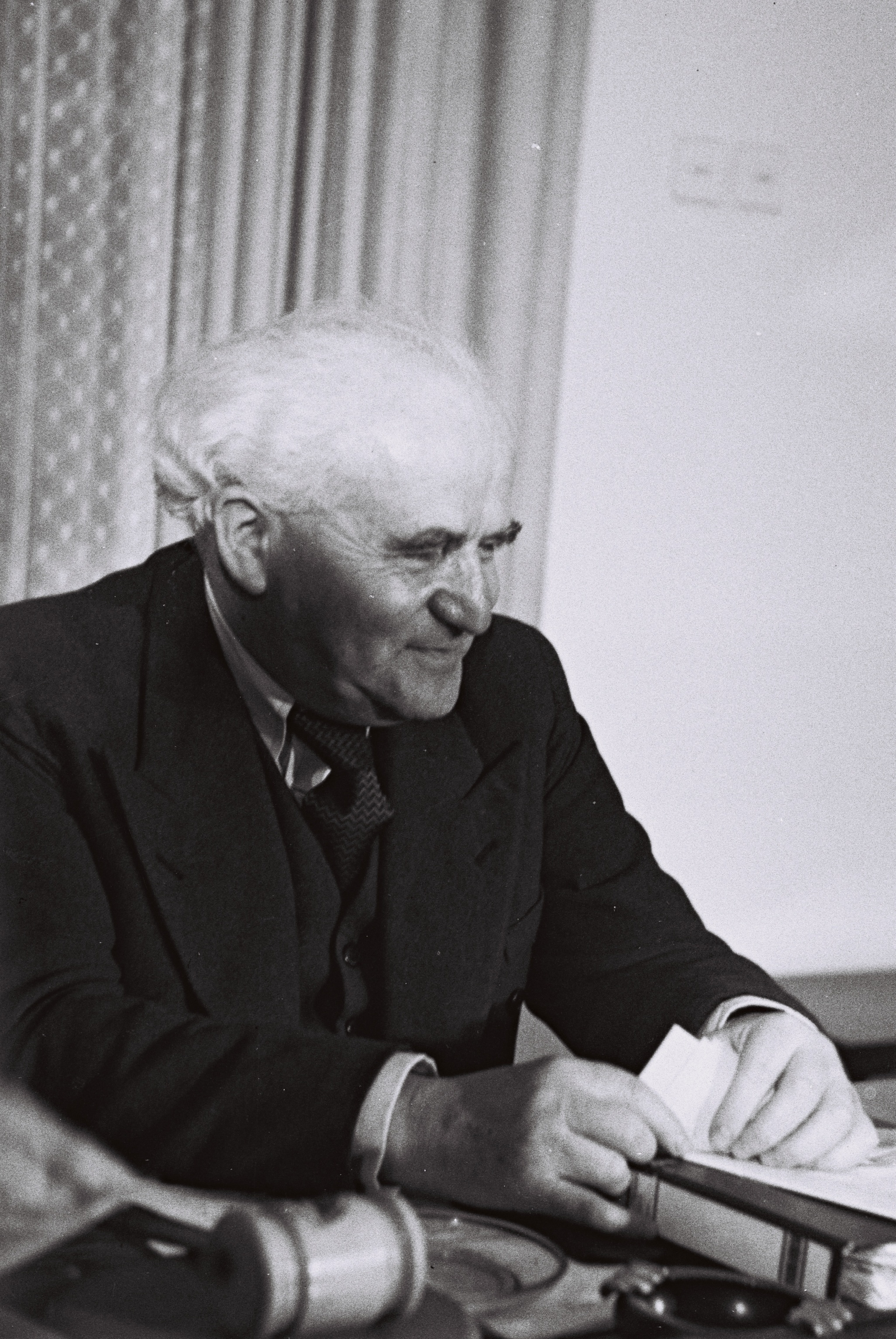
Dawid Ben Gurion, pierwszy premier Izraela, uważany za jednego z twórców państwa i „Ojca Narodu”

Mimo wszystko na dzień przed końcem brytyjskiego pełnomocnictwa w Palestynie, 14 maja 1948, ogłoszono powstanie niepodległego państwa Izrael. Nowa państwowość szybko uzyskała formalne uznanie wielu państw, w tym Polski.
Wkrótce po ogłoszeniu niepodległości Izraela wojska okolicznych państw arabskich (Egiptu, Syrii, Jordanii, Libanu i Iraku) zaatakowały nowe państwo, rozpoczynając wojnę zwaną w Izraelu wojną o niepodległość, zaś przez Arabów An-Nakbą, czyli „katastrofą”. Po roku walk ogłoszono zawieszenie broni i ustalono przebieg tymczasowych granic, tzw. zielonej linii. Zachodni Brzeg Jordanu i Wschodnią Jerozolimę zajęła Jordania, natomiast Strefę Gazy zajął Egipt. ONZ oszacowała, że podczas wojny 711 000 Arabów, stanowiących około 80% przedwojennej arabskiej populacji, uciekło za granicę; część z nich pod przymusem. Do ucieczki Palestyńczyków przyczyniło się nagłośnienie masakry we wsi Dajr Jasin dokonanej przez Irgun i Lechi. Los palestyńskich uchodźców jest obecnie główną kwestią sporną w konflikcie izraelsko-arabskim, gdyż Izrael odmawia im prawa powrotu. 11 maja 1949 Izrael został przyjęty do Organizacji Narodów Zjednoczonych.
W pierwszych latach istnienia państwa ruch syjonizmu socjalistycznego prowadzony przez Dawida Ben Guriona zdominował izraelską politykę. Te lata charakteryzowały się masową imigracją Żydów ocalałych z Holokaustu i uciekających przed prześladowaniami z państw arabskich. W latach 1948–1958 populacja Izraela wzrosła z 800 tys. do 2 mln. Większość imigrantów była uchodźcami bez jakiejkolwiek własności. Byli oni zakwaterowywani w tymczasowych obozach dla uchodźców zwanych ma’abarot. Przed 1952 ponad 200 tys. imigrantów mieszkało w namiotach w obozach dla uchodźców. Potrzeba rozwiązania kryzysu doprowadziła Dawida Ben Guriona do podpisania z Niemcami umowy o odszkodowaniach dla ofiar hitleryzmu, co wywołało masowe protesty Żydów oburzonych z powodu postawy premiera Izraela „prowadzącego interesy” z Niemcami.
Podczas lat 50. Izrael był wielokrotnie atakowany przez palestyńskich fedainów działających głównie z okupowanej przez Egipt Strefy Gazy. W 1956 Izrael zawarł tajne przymierze z Wielką Brytanią i Francją, dążąc do odbicia znacjonalizowanego przez Egipt Kanału Sueskiego. Podczas kryzysu sueskiego Izraelczycy zdobyli półwysep Synaj, jednak pod naciskiem Stanów Zjednoczonych i Związku Radzieckiego wycofali się w zamian za gwarancje swobodnej żeglugi w Zatoce Akaba i Kanale Sueskim.
Na początku następnej dekady Izrael uprowadził z Argentyny Adolfa Eichmana, który był architektem nazistowskiego projektu ostatecznego rozwiązania kwestii żydowskiej. Jego rozprawa sądowa miała znaczny wpływ na społeczną świadomość o Holokauście. Do chwili obecnej Eichmann pozostaje jedyną osobą skazaną na karę śmierci przez izraelskie sądy.

### Konflikty i proces pokojowy

Izrael i terytoria zajęte przez Izrael w wyniku wojny sześciodniowej

Państwa arabskie przez lata odmawiały prawa do istnienia państwa Izrael, a arabski nacjonalizm kierowany przez Nasera dążył do zniszczenia tego państwa. W 1967 Egipt, Syria i Jordania skoncentrowały swoje wojska przy izraelskich granicach, usunęły międzynarodowe siły pokojowe UNEF i zablokowały Izraelowi dostęp do Morza Czerwonego. Izrael uznał to za casus belli dla rozpoczęcia prewencyjnej wojny sześciodniowej, w której osiągnął zdecydowane zwycięstwo, zdobywając Zachodni Brzeg Jordanu, Strefę Gazy, Półwysep Synaj, Wzgórza Golan oraz farmy Szeba. Zielona linia z 1949 stała się granicą administracyjną pomiędzy Izraelem a terytoriami okupowanymi. Granice Jerozolimy zostały poszerzone, poprzez włączenie Wschodniej Jerozolimy. Przyjęte 30 lipca 1980 prawo Jerozolimy określiło ją jako całą i zjednoczoną stolicę Izraela, będącą siedzibą prezydenta, Knesetu, rządu i Sądu Najwyższego. Ruch ten nie został zaakceptowany przez większość społeczności międzynarodowej.

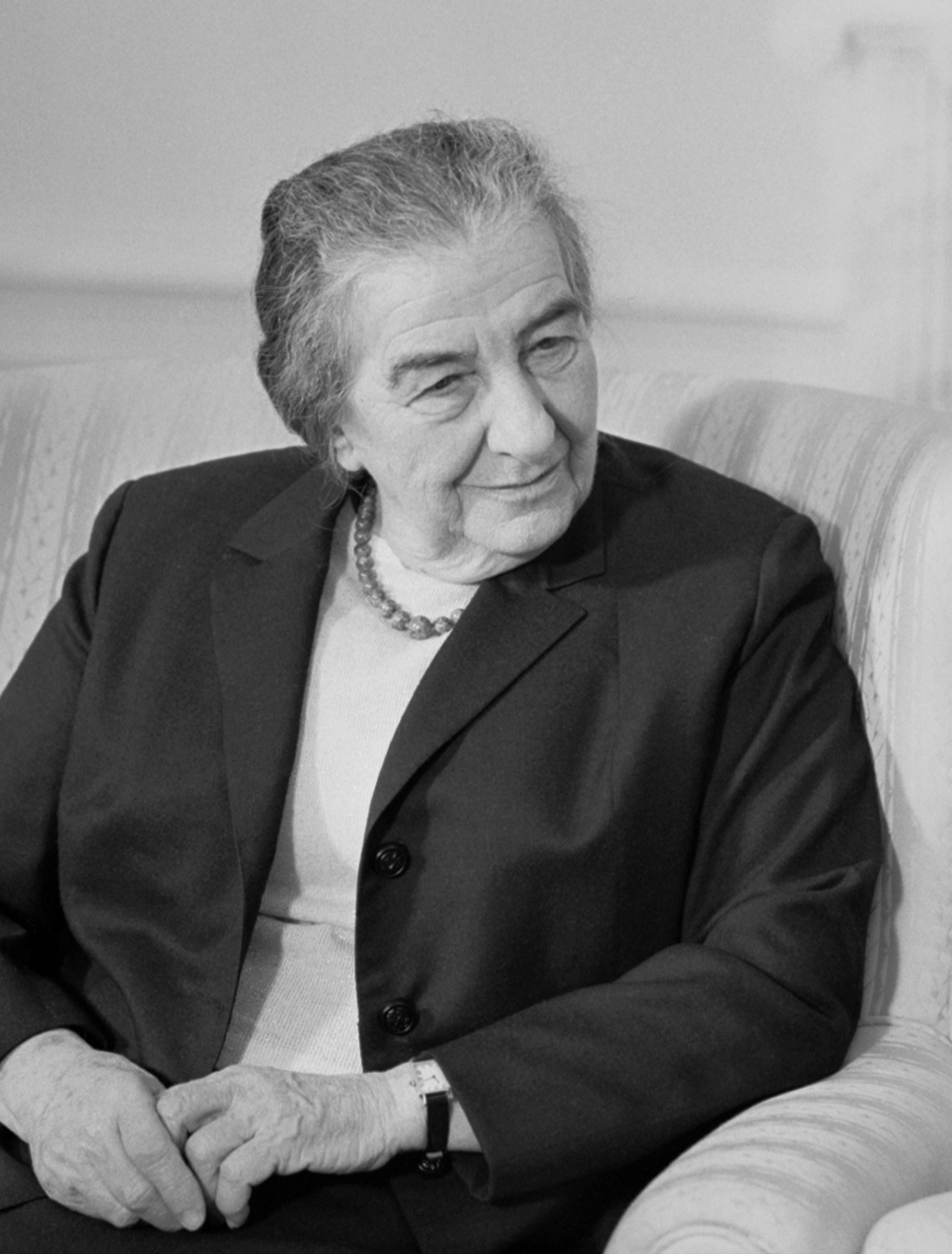
Premier Golda Meir, która ustąpiła ze stanowiska po wojnie Jom Kipur

Klęska arabskich państw w wojnie w 1967 r. doprowadziła do wzrostu znaczenia niepaństwowych arabskich organizacji zbrojnych, takich jak Organizacja Wyzwolenia Palestyny (OWP), która wzywała do walki zbrojnej jako jedynego sposobu wyzwolenia ojczyzny. Na przełomie lat 60. i 70. palestyńskie organizacje rozpoczęły serię ataków terrorystycznych w Izraelu i na cele izraelskie na świecie. Jednym z ataków terrorystycznych była dokonana przez organizację Czarny Wrzesień masakra izraelskich sportowców podczas Letnich Igrzysk Olimpijskich w Monachium w 1972 r. Izrael odpowiedział operacją Gniew Boży, zabijając osoby odpowiedzialne za morderstwa olimpijczyków.
Podczas ważnego żydowskiego święta religijnego Jom Kipur 6 października 1973 wojska egipskie i syryjskie niespodziewanie zaatakowały siły Izraela na okupowanych przezeń terytoriach, rozpoczynając wojnę Jom Kipur. Wojna zakończyła się 26 października zwycięstwem Izraela. Egipcjanie i Syryjczycy zostali odparci kosztem wielkich strat własnych. Komisja Agranata oczyściła rząd z zarzutów odpowiedzialności za wojnę, ale niezadowolenie społeczeństwa zmusiło premier Goldę Meir do rezygnacji z urzędu.

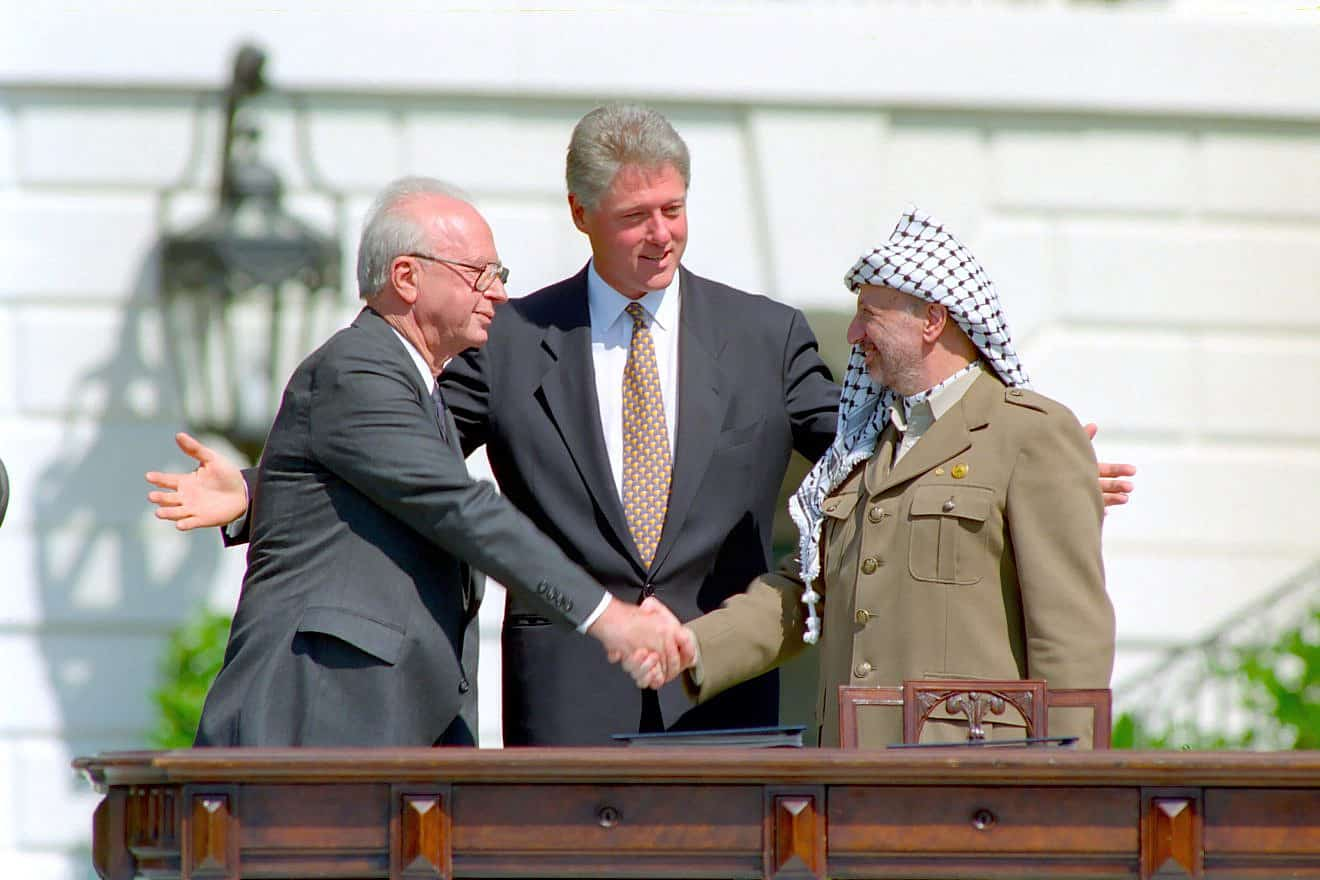
Icchak Rabin i Jaser Arafat ściskają sobie dłonie przy prezydencie Billu Clintonie, przy podpisaniu Deklaracji Pokojowych Intencji – 13 września 1993

Wybory parlamentarne w Izraelu w 1977 roku były ważnym punktem zwrotnym w historii izraelskiej polityki. Po 29 latach rządzenia lewica musiała oddać władzę w ręce prawicowo-centrowego bloku partyjnego Likud, na czele którego stał Menachem Begin. W tym samym roku egipski prezydent Anwar as-Sadat przyjechał do Izraela i przemówił w Knesecie, co było pierwszym uznaniem faktu istnienia żydowskiego państwa przez arabskiego polityka. Rok później Anwar as-Sadat i Menachem Begin podpisali porozumienie z Camp David i w następnym roku traktat pokojowy izraelsko-egipski. Izrael rozpoczął proces wycofania się z Półwyspu Synaj i zgodził się na rozpoczęcie negocjacji nad autonomią okupowanych Zachodniego Brzegu i Strefy Gazy. Równocześnie rząd Begina zachęcał do rozbudowy osiedli żydowskich na Zachodnim Brzegu, co było przyczyną wzrostu napięć z Palestyńczykami.
7 czerwca 1981 izraelskie siły powietrzne zbombardowały i zniszczyły iracki reaktor atomowy w Osirak. Izraelski wywiad podejrzewał, że Irak przygotowywał się do zbudowania własnej bomby atomowej. W 1982 Izrael zaangażował się w libańską wojnę domową, którą wykorzystywała Organizacja Wyzwolenia Palestyny, by z terytorium Libanu atakować i ostrzeliwać północny Izrael. Interwencja przekształciła się w wojnę libańską. W 1986 Izraelczycy wycofali się z większości terytorium Libanu, ale do 2000 utrzymywali przygraniczną strefę bezpieczeństwa, w której bezpieczeństwa strzegła Armia Południowego Libanu. W międzyczasie 1 października 1985 roku Izrael przeprowadził na terenie Tunezji operację „Drewniana Noga”. W 1987 wybuchła pierwsza intifada, masowe powstanie Palestyńczyków przeciwko izraelskiej okupacji Strefy Gazy i Zachodniego Brzegu Jordanu. W ciągu następnych sześciu lat w fali przemocy, która zalała terytoria okupowane, zginęło ponad tysiąc ludzi (wielu z nich było ofiarami wewnętrznego palestyńskiego terroru). Przeciągające się starcia mocno osłabiały izraelską gospodarkę. Dopiero uwikłanie się Arafata w I wojnie w Zatoce Perskiej po stronie Iraku osłabiło jego pozycję i doprowadziło do wygaśnięcia siły powstania w 1991.
Wybory parlamentarne w Izraelu w 1992 roku wygrała lewicowa Izraelska Partia Pracy, na której czele stał Icchak Rabin, propagujący zawarcie kompromisu z arabskimi sąsiadami Izraela. W następnym roku Szimon Peres w imieniu Izraela i Jaser Arafat w imieniu Organizacji Wyzwolenia Palestyny podpisali porozumienia z Oslo, które otworzyły drogę do utworzenia Autonomii Palestyńskiej na Zachodnim Brzegu i w Strefie Gazy. Deklaracja Pokojowych Intencji była przyznaniem przez OWP prawa do istnienia państwa żydowskiego i deklaracją wyrzeczenia się terroryzmu. W 1994 doszło do podpisania traktatu pokojowego izraelsko-jordańskiego, co uczyniło z Jordanii drugie państwo arabskie, które znormalizowało swoje stosunki z Izraelem.
Arabskie poparcie społeczne dla porozumienia zostało zniweczone przez masakrę w Grobowcu Patriarchów w Hebronie, kontynuowanie żydowskiego osadnictwa, budowę kolejnych punktów kontrolnych (checkpoints) oraz pogarszającą się sytuację gospodarczą. Izraelskie poparcie społeczne również zmalało w wyniku serii samobójczych zamachów terrorystycznych przeprowadzonych przez Hamas. Dokonane w listopadzie 1995 zabójstwo premiera Icchaka Rabina przez prawicowego Żyda wstrząsnęło całym krajem.
Pod koniec lat 90. premier Binjamin Netanjahu zgodził się na wycofanie Izraela z Hebronu i podpisał Wye River Memorandum, przekazując większe uprawnienia Autonomii Palestyńskiej. Wybrany w 1999 premier Ehud Barak wycofał w 2000 izraelskie wojska z południowego Libanu i wznowił negocjacje pokojowe z Palestyńczykami. Podczas rozmów w Camp David złożył Jaserowi Arafatowi propozycję uregulowania konfliktu palestyńsko-izraelskiego, idąc na największe ustępstwa w historii (m.in. uznając podział Jerozolimy na części żydowską i arabską, która zostałaby stolicą państwa palestyńskiego). Jednak Arafat odrzucił ten plan. Po załamaniu się rozmów wybuchła intifada Al-Aksa.
W wyniku wyborów parlamentarnych w 2003 roku nowym premierem został Ariel Szaron, który początkowo usiłował siłą zdławić palestyńskie powstanie, a następnie od 2004 wbrew opinii swojej partii Likud rozpoczął promocję planu jednostronnego wycofania żydowskich osiedli ze Strefy Gazy. Równocześnie rozpoczął budowę muru bezpieczeństwa, który oddzielił terytorium Autonomii Palestyńskiej od Izraela. W styczniu 2006 Ariel Szaron doznał udaru mózgu i został zastąpiony przez Ehuda Olmerta.
W lipcu 2006 libańska organizacja Hezbollah uprowadziła dwóch izraelskich żołnierzy i ostrzelała północ Izraela, co doprowadziło do wybuchu drugiej wojny libańskiej. Wojna zakończyła się zawieszeniem broni i utworzeniem w południowym Libanie strefy buforowej, w której bezpieczeństwa pilnują powiększone międzynarodowe siły pokojowe UNIFIL.
6 września 2007 izraelskie siły powietrzne zbombardowały i zniszczyły syryjskie instalacje nuklearne w rejonie Dajr az-Zaur. Izraelski wywiad podejrzewał, że Syria przygotowuje się do uruchomienia własnego programu nuklearnego. 27 listopada 2007 izraelski premier Ehud Barak i palestyński prezydent Mahmud Abbas zgodzili się na wznowienie negocjacji, dążąc do osiągnięcia porozumienia do końca 2008. W połowie 2008 rozpoczęły się także tajne rozmowy pokojowe izraelsko-syryjskie, prowadzone przy pośrednictwie Turcji.
Pod koniec 2008 zakończyło się zawieszenie broni z Hamasem, który wznowił ostrzał rakietowy Izraela prowadzony z terytorium Strefy Gazy. Izrael zareagował rozpoczęciem operacji Płynny Ołów. 17 stycznia 2009 Izrael ogłosił jednostronne zawieszenie broni i wycofał swoje wojska ze Strefy Gazy, stawiając warunek wstrzymania ostrzału rakietowego i przemytu broni do Strefy. Po kilku dniach Hamas zgodził się na zawieszenie broni, stawiając warunek zniesienia blokady Strefy Gazy i otworzenia przejść granicznych. Od tamtej pory dochodzi do sporadycznych naruszeń zawieszenia broni przez pojedyncze przypadki ostrzału Izraela oraz ataki na patrole izraelskiej straży granicznej.

## Geografia

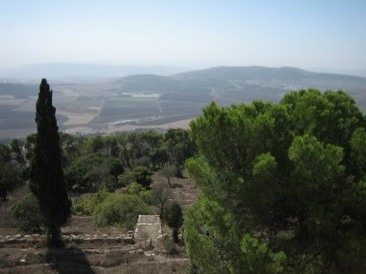
Dolina Jezreel

Izrael jest położony na kontynencie azjatyckim, na wschodnim wybrzeżu Morza Śródziemnego (32°00′41″N 34°53′12″E/32,011389 34,886667). Graniczy od północy z Libanem, od północnego wschodu z Syrią, od wschodu z Jordanią i od południowego zachodu z Egiptem. Zaledwie 7-kilometrowy odcinek wybrzeża Morza Czerwonego zapewnia Izraelowi dostęp do niego.
Uznany międzynarodowo obszar Izraela różni się od oficjalnych danych tego państwa. CIA podaje w „The World Factbook” powierzchnię Izraela: 20 770 km² (w tym 20 330 km² lądu i 440 km² wód). Jednakże Izrael za część swojego terytorium uznaje zajęte w trakcie wojny sześciodniowej: Wschodnią Jerozolimę (anektowaną w 1980) oraz Wzgórza Golan (przyłączone w 1982). Dlatego, wedle danych izraelskich, obszar państwa wynosi 22 072 km² (w tym 21 643 km² lądu i 429 km² wód). Razem z terytoriami Autonomii Palestyńskiej (z wyłączeniem Strefy Gazy) wynosi zaś 27 799 km².
Oficjalna łączna długość granic Izraela wynosi 1017 km, z czego z Egiptem 266 km, Jordanią 238 km, Libanem 79 km, Syrią 76 km, Strefą Gazy 51 km i Autonomią Palestyńską 307 km. Długość granic morskich wynosi 273 km.

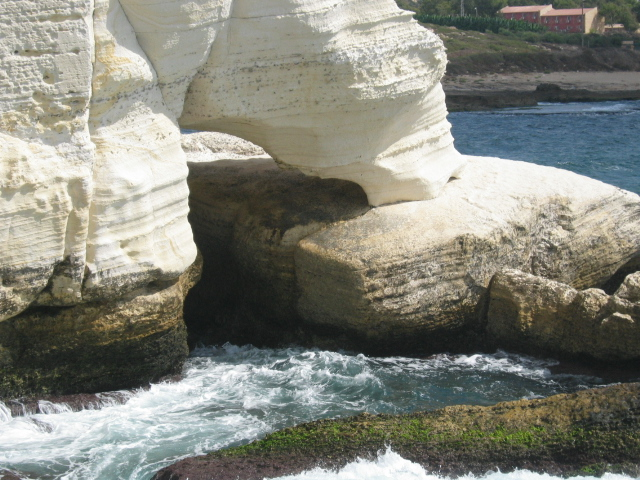
Rosz ha-Nikra na północy Izraela

Pomimo swojej małej powierzchni Izrael charakteryzuje się dużą różnorodnością geograficzną, od pustyni Negew na południu do łańcuchów górskich Galilei, Karmelu i Wzgórz Golan na północy. Nadmorska równina Szaron jest domem dla 70% populacji państwa.
Na ukształtowanie geograficzne kraju wpływa przede wszystkim Rów Jordanu, który stanowi część wielkiego Rowu Abisyńskiego. Ta wielka synklina jest położona na wschód od centralnego masywu Gór Judzkich i przebiega na całej długości wschodniej części Izraela. Doliną Jordanu płynie najdłuższa spośród przepływających przez Izrael rzek, czyli Jordan (długość 250 km). Źródła Jordanu znajdują się na północy, na zboczach góry Hermon (2814 m n.p.m.), która jest najwyższym szczytem Izraela przy uwzględnieniu anektowanych syryjskich Wzgórz Golan. Najwyższym szczytem wewnątrz uznanych międzynarodowo granic państwowych jest Micpe Shlagim (2224 m n.p.m.), a właściwie nienazwany szczyt dalej na zachód (2236 m n.p.m.). Następnie rzeka przepływa przez dolinę Hula, wpada do Jeziora Tyberiadzkiego, z którego wypływa na południe i kończy swój bieg w Morzu Martwym. Lustro wody znajduje się na najniżej położonym obszarze lądowym Ziemi – 438 m p.p.m. (i ciągle się obniża). Na południe od Morza Martwego znajdują się Zatoka Akaba i Morze Czerwone.
Innymi izraelskimi rzekami są: Aleksander, Besor, Hadera, Jarkon, Jarmuk, Kiszon, Lachisz, Sa’ar i Sorek.

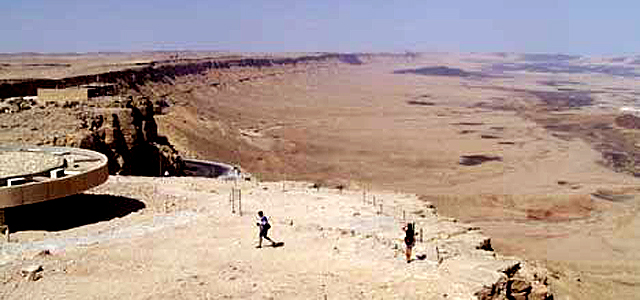
Ramon na Negewie

Wyjątkową formą geologiczną Izraela i półwyspu Synaj są powstałe w wyniku erozji ziemi kratery, zwane makhteshim (l.mn. od maktesz). Największym z makhteshim na świecie jest krater Ramon na pustyni Negew (jego długość wynosi 40 km, a szerokość od 2 do 10 km). Raport w sprawie środowiska naturalnego basenu Morza Śródziemnego informuje, że ze wszystkich państw w nim położonych Izrael ma najwyższą liczbę gatunków roślin na metr kwadratowy.
Bogactwami naturalnymi wykorzystywanymi w budownictwie są: żwir, skały, piasek, glina, wapień i gips. W przemyśle wykorzystuje się: potas, brom, magnez, sól i fosforany.

### Klimat
Izrael jest krajem trzech zasadniczych klimatów, rozciągniętych południkowo. Klimat śródziemnomorski (oliwki, winogrona itp.) występuje w pasmie nizin (równin) położonych na wybrzeżu Morza Śródziemnego. Znajdują się tutaj między innymi takie nadbrzeżne miasta jak Tel Awiw i Hajfa. Klimat śródziemnomorski charakteryzuje się chłodnymi i deszczowymi zimami oraz długimi i gorącymi latami. W paśmie wzgórz centralnych występuje klimat umiarkowany. Klimat ten charakteryzuje się ciepłą i wilgotną wiosną, gorącym i suchym latem, oraz chłodną i wilgotną jesienią. Podczas zimy niewykluczone opady śniegu. Jerozolima ma co najmniej jeden dzień opadów śniegu w roku. Regiony górzyste są wystawione na działanie zimnego wiatru i śnieżyc; szczyt góry Hermon jest najbardziej zaśnieżonym miejscem. Natomiast w Dolinie Jordanu występuje klimat tropikalny, charakteryzujący się niewielką roczną amplitudą temperatur.
Najwyższa temperatura na kontynencie azjatyckim (53,9 °C, 129,0 °F) została zarejestrowana 22 czerwca 1942 w kibucu Tirat Cewi w północnej części Doliny Jordanu. Natomiast najniższa temperatura w Izraelu została zarejestrowana 7 lutego 1950 w Dolinie Bet Netofa i wynosiła – 13,7 °C. W okresie od maja do września deszcze w Izraelu są rzadkością.

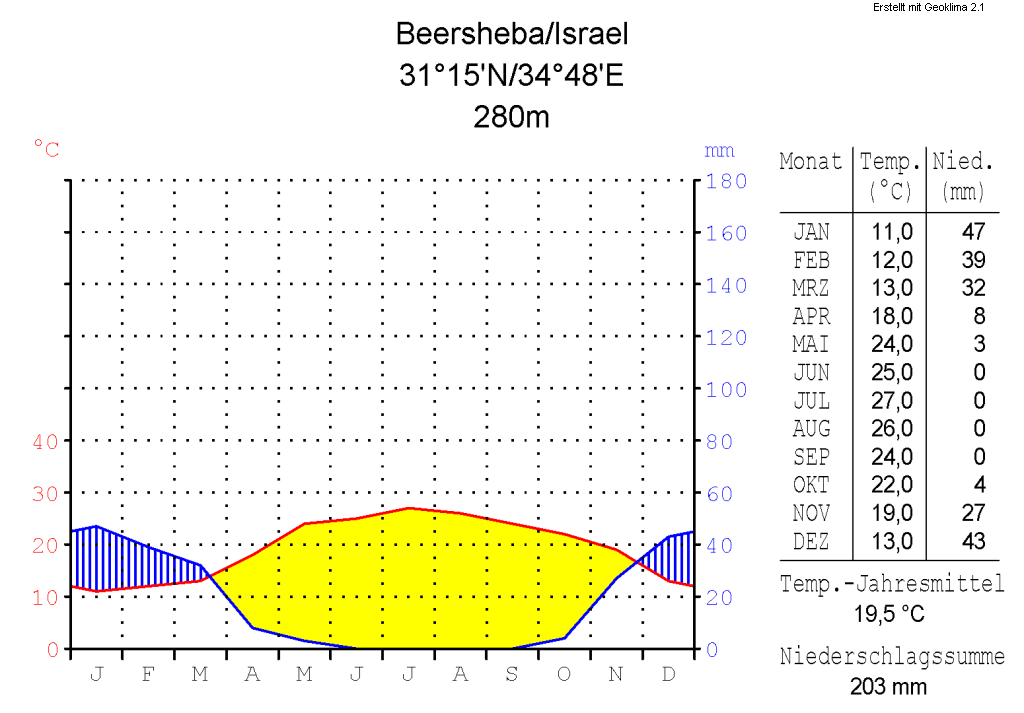
Wykres średnich temperatur w Be’er Szewie
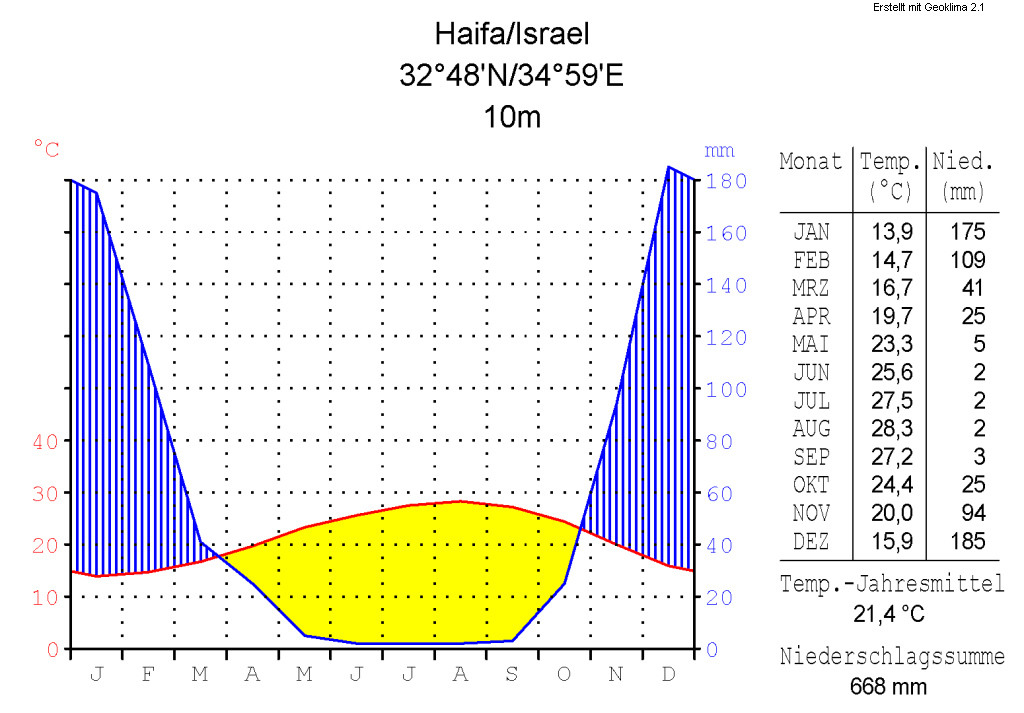
Wykres średnich temperatur w Hajfie
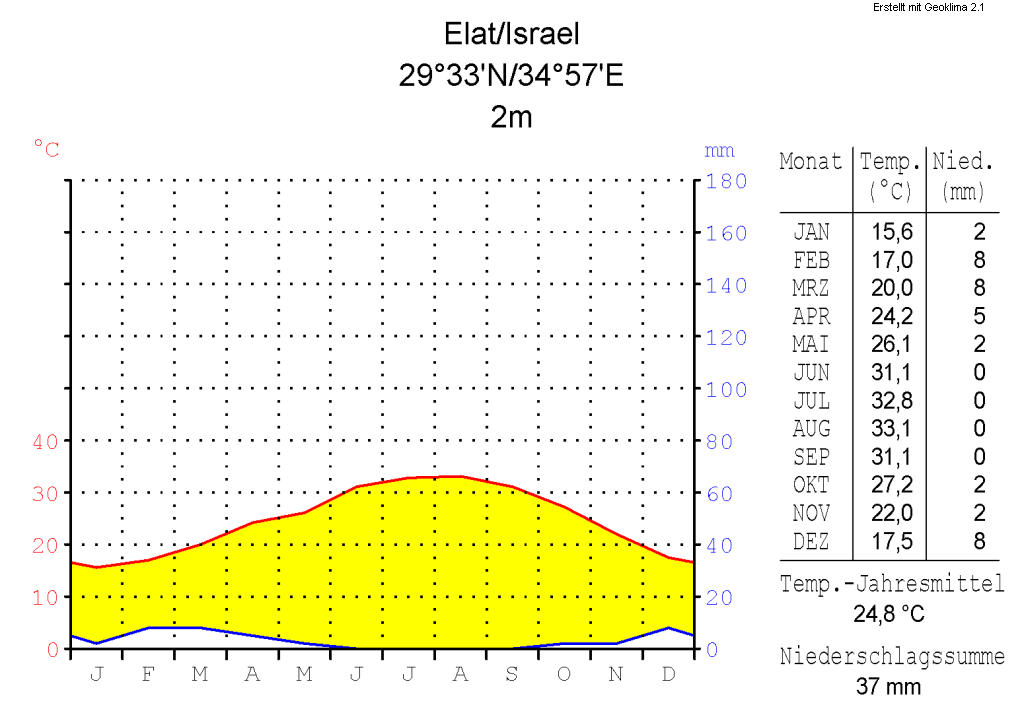
Wykres średnich temperatur w Ejlacie
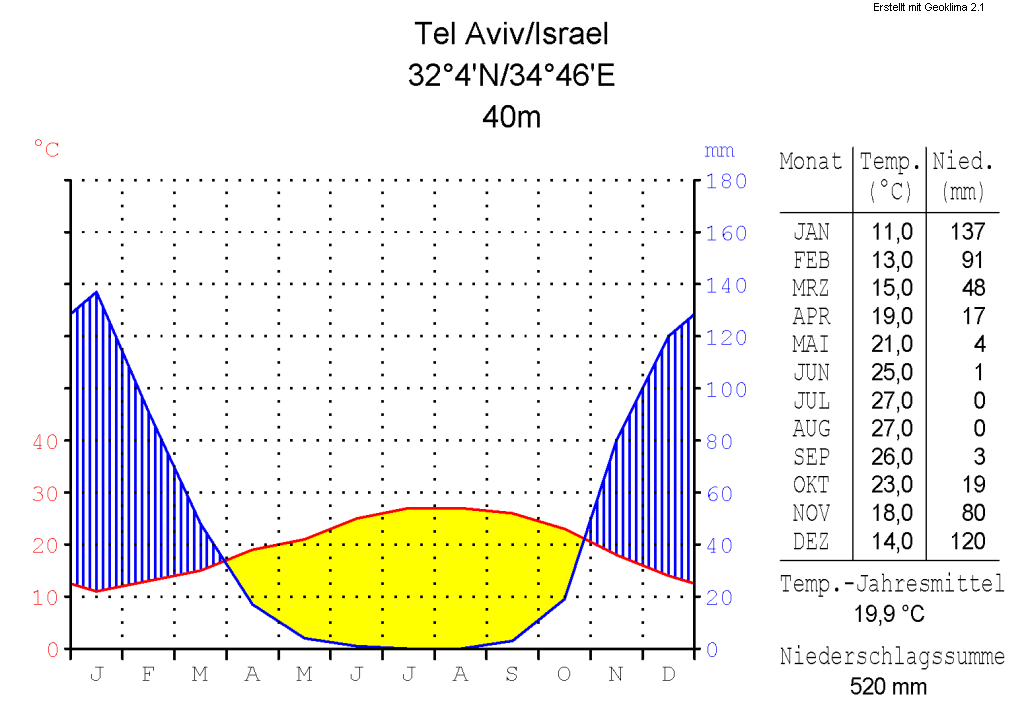
Wykres średnich temperatur w Tel Awiwie

### Fauna i flora
Izrael cechuje ogromne bogactwo różnorodnych form życia roślinnego i zwierzęcego. Północne tereny Galilei charakteryzują się wilgotnymi i górzystymi obszarami porośniętymi dużymi kompleksami leśnymi. W tutejszych górskich strumieniach żyją wydry, a nad lasami krążą orły. W marcu i kwietniu na zboczach górskich kwitną dzikie tulipany, irysy, lilie i hiacynty. Na południu, na pustynnych obszarach Negewu żyją koziorożce nubijskie. W lutym pustynia rozkwita mleczami, a w korytach wyschniętych rzek rosną palmy daktylowe.
Obszar Izraela znajduje się na drodze wędrówek rozmaitych ptaków, które zatrzymują się tutaj na odpoczynek. Takie ptaki jak łyski i kaczki tutaj zimują, natomiast afrykańskie turkawki lubią spędzać tutaj lato.

## Rząd i polityka

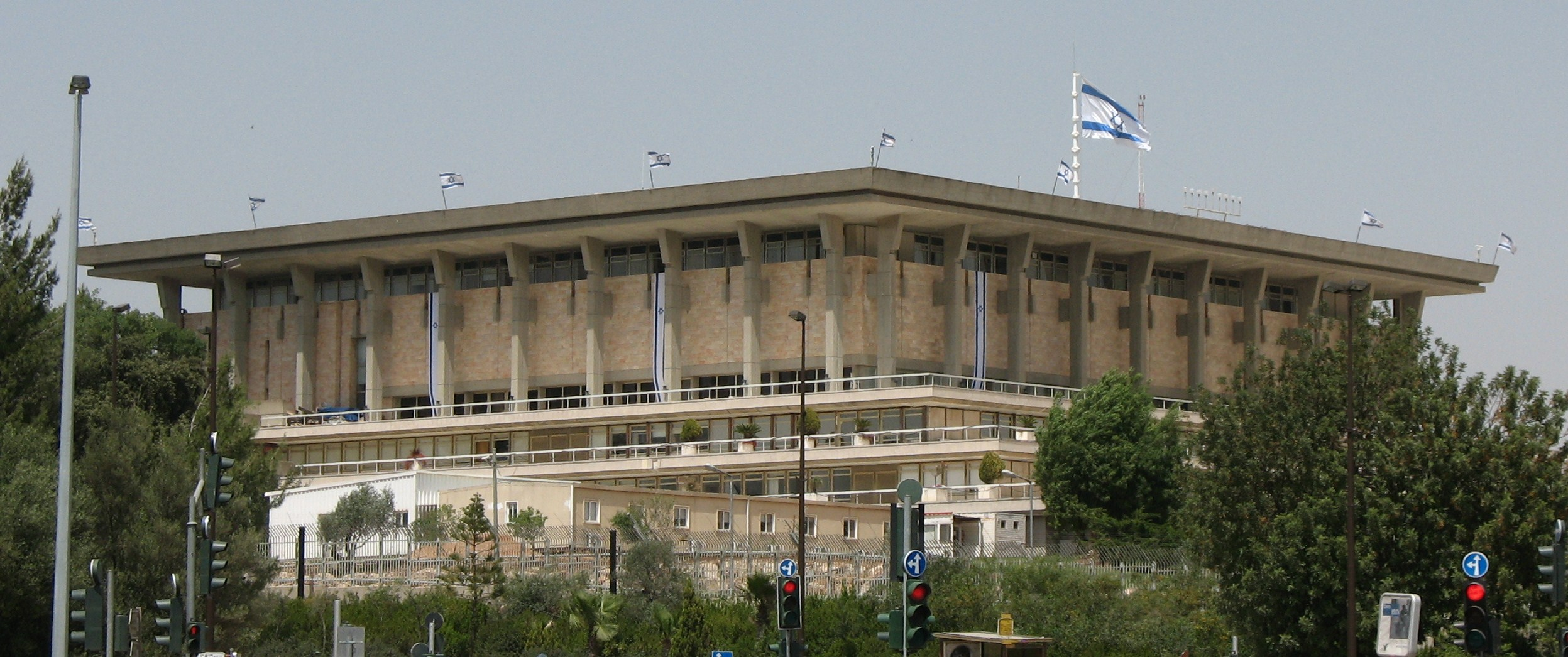
Kneset – budynek izraelskiego parlamentu w Jerozolimie

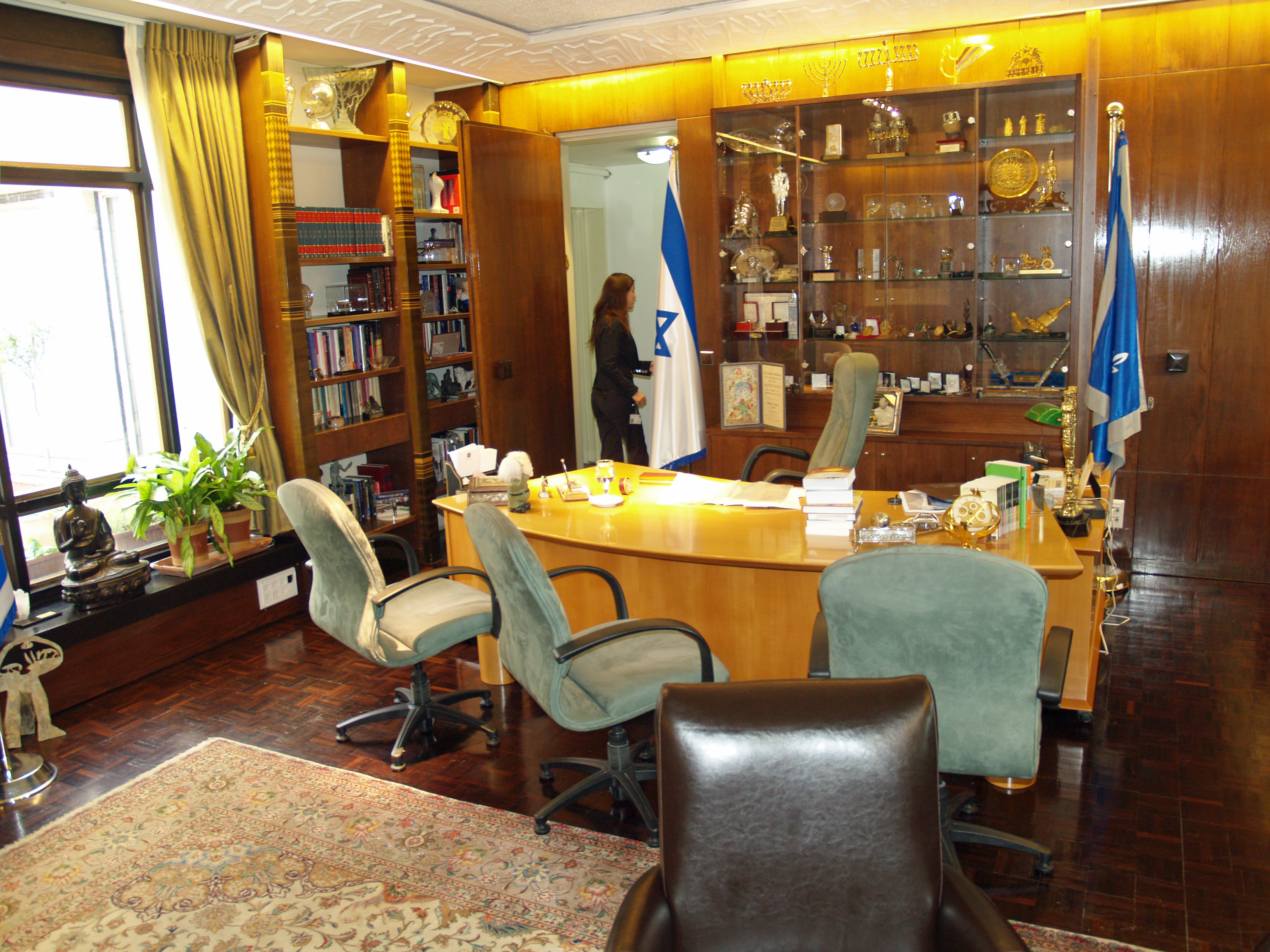
Biuro Prezydenta Izraela w 2007

Izrael jest państwem demokratycznym, ma system parlamentarny z powszechnym prawem wyborczym. Prezydent Izraela wybierany przez parlament na okres 7 lat jest głową państwa, ale jego obowiązki są jedynie ceremonialne. Prezydent desygnuje na premiera członka parlamentu, będącego zazwyczaj liderem partii lub koalicji wyborczej, która wygrała wybory. Premier jest szefem rządu i najsilniejszym ogniwem władzy wykonawczej. Władzę ustawodawczą tworzy 120-osobowy parlament, nazywany Knesetem. Posłowie są wybierani według ordynacji proporcjonalnej, która przewiduje dwuprocentowy próg wyborczy. Długość kadencji wynosi cztery lata. Kneset może w każdej chwili rozwiązać rząd poprzez przegłosowanie wotum nieufności. Ustawa Zasadnicza Izraela pełni rolę niepisanej konstytucji.
Izrael ma trójpoziomowy system sądowniczy. Na najniższym poziomie są sądy magistrackie (374 sądy), usytuowane w większości miast w całym kraju. Nad nimi są sądy okręgowe (138 sądów), służące do apelacji i jako sądy pierwszej instancji. Są one usytuowane w pięciu z sześciu dystryktów. Trzecim i najwyższym poziomem jest położony w Jerozolimie Sąd Najwyższy. Spełnia on podwójną rolę: jest to najwyższy sąd apelacyjny oraz umożliwia obywatelom i osobom niemającym obywatelstwa wnoszenie skarg przeciwko decyzjom władz państwowych.
Izrael nie jest członkiem Międzynarodowego Trybunału Karnego, ponieważ obawia się, że sąd mógłby ulegać politycznym naciskom. Izraelski system prawny wzoruje się na wielu rozwiązaniach brytyjskiego systemu prawnego, które dostosowano do wymogów i potrzeb prawa żydowskiego. Opiera się on na zasadzie stare decisis, która w systemie prawa common law oznacza, że wcześniejsze decyzje sądów muszą być uznawane za precedensy, stanowiące prawo. Sprawy rozsądzają zawodowi sędziowie, a nie rady przysięgłych. Małżeństwa i rozwody podlegają pod jurysdykcję odpowiednich sądów religijnych: żydowskich (88 sądów), muzułmańskich, druzyjskich lub chrześcijańskich. Prawem pracy zajmują się sądy pracy (53 sądy). W 2007 w Izraelu czynnych zawodowo było 38 017 prawników. Wybór sędziów spoczywa w rękach członków parlamentarnej komisji sprawiedliwości, Sądu Najwyższego i członków Izraelskiej Izby Adwokackiej.
Ustawa Zasadnicza: Godność Ludzka i Wolność broni wolności i praw człowieka w Izraelu. Izrael jest jedynym państwem regionu, które zostało umieszczone w rankingu „Wolny” przez organizację Freedom House (terytoria okupowane otrzymały status „Nie Wolny”). Ranking ten ocenia poziom praw cywilnych i politycznych w danym kraju. Podobnie organizacja Reporterzy bez Granic umieściła Izrael na 50. miejscu w rankingu 168 państw ocenianych pod względem wolności prasy (najwyższe miejsce w Południowo-Zachodniej Azji). Jednakże takie organizacje jak Amnesty International i Human Rights Watch często stawiają Izraelowi zarzuty naruszania praw człowieka odnośnie do trwającego konfliktu izraelsko-palestyńskiego. Izraelskie organizacje, takie jak np. B’tselem, również stawiają podobne zarzuty.
W 2007 izraelska policja dysponowała 28 526 funkcjonariuszami, do których trzeba dodać 6584 funkcjonariuszy służb więziennych. W 2007 otworzyli oni ogółem 442 908 akt spraw.

### Stosunki międzynarodowe
państwa utrzymujące stosunki dyplomatyczne z Izraelem
     państwa, z którymi stosunki dyplomatyczne są zawieszone
     państwa, które zerwały stosunki dyplomatyczne z Izraelem
     państwa nieutrzymujące stosunków dyplomatycznych z Izraelem
     państwa utrzymujące z Izraelem jedynie kontakty handlowe

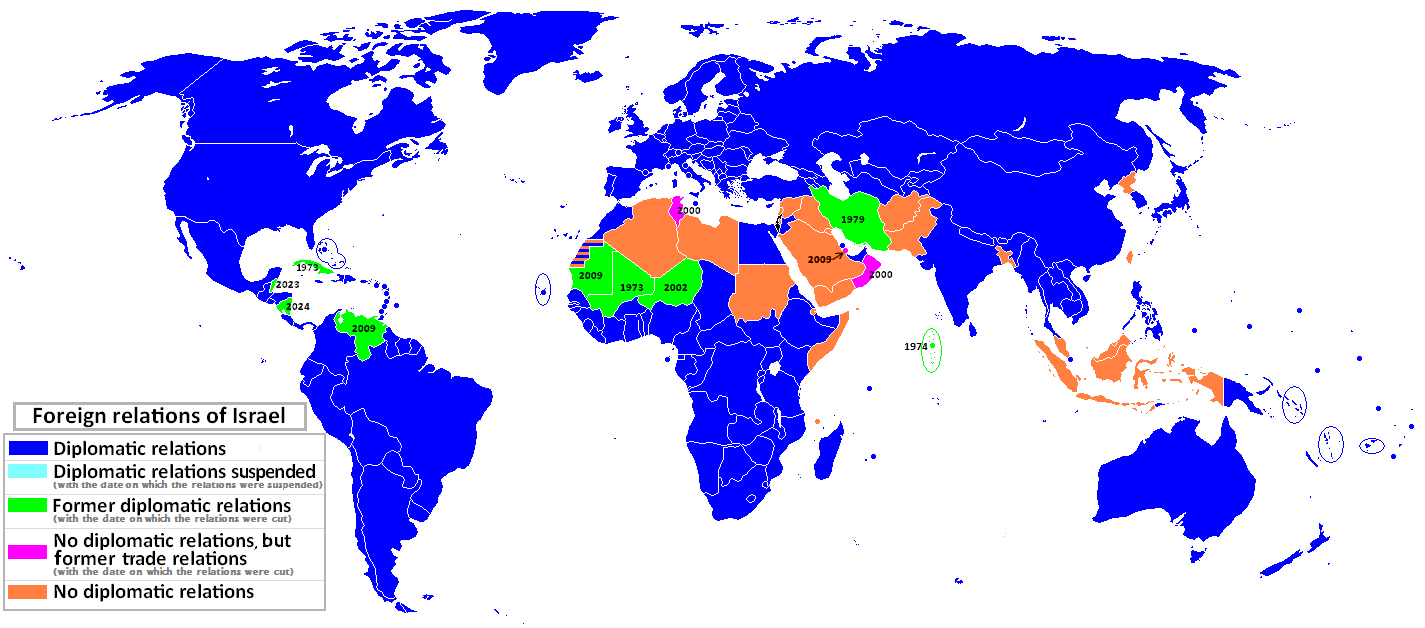
państwa utrzymujące stosunki dyplomatyczne z Izraelem
państwa, z którymi stosunki dyplomatyczne są zawieszone
państwa, które zerwały stosunki dyplomatyczne z Izraelem
państwa nieutrzymujące stosunków dyplomatycznych z Izraelem
państwa utrzymujące z Izraelem jedynie kontakty handlowe

Izrael utrzymuje stosunki dyplomatyczne ze 160 państwami i ma 93 misje dyplomatyczne na całym świecie. Jedynie trzech członków Ligi Państw Arabskich znormalizowało swoje stosunki z Izraelem: Egipt podpisał traktat pokojowy w 1979, Jordania podpisała traktat pokojowy w 1994, a Mauretania nawiązała pełne stosunki dyplomatyczne w 1999. Trzech innych członków Ligi Arabskiej: Maroko, Tunezja i Oman zerwało stosunki dyplomatyczne podczas Intifady w 2000. Niger, który nawiązał stosunki w listopadzie 1996, zerwał je w kwietniu 2002. Wenezuela i Boliwia zerwały stosunki dyplomatyczne w styczniu 2009. Izraelskie prawo nazywa Liban, Syrię, Iran, Arabię Saudyjską, Irak i Jemen krajami wrogimi i obywatele Izraela nie mogą ich odwiedzać bez uzyskania pozwolenia Ministerstwa Spraw Wewnętrznych. Od 1994 Izrael jest członkiem forum Dialog Śródziemnomorski, w którym przy pomocy NATO współpracuje ze sobą siedem państw basenu Morza Śródziemnego, dążąc do nawiązania lepszych kontaktów i utrzymania stabilizacji oraz bezpieczeństwa regionu. Według jednych źródeł obywatele Izraela mogą podróżować bez wizy (bądź dostać wizę na granicy) do 161 państw, a według innych do 146.
Stany Zjednoczone, Niemcy, Wielka Brytania i Indie znajdują się wśród najbliższych sojuszników Izraela. Pierwszym państwem, które uznało istnienie państwa żydowskiego, był Związek Radziecki (14 maja 1948). Stany Zjednoczone uważają Izrael za swojego głównego sojusznika w południowo-zachodniej Azji. Pomimo że Turcja i Izrael nawiązały normalne stosunki dyplomatyczne w 1991, to Turcja współpracowała z Izraelem już od 1949. Jednakże Turcja jest drugim pod względem wielkości muzułmańskim państwem regionu i rząd turecki podlega silnym naciskom ze strony społeczeństwa oraz innych państw muzułmańskich. Silne więzi łączące Izrael z Niemcami obejmują współpracę naukową, edukacyjną, gospodarczą i wojskową. Indie ustanowiły pełne stosunki dyplomatyczne z Izraelem w 1992 i od tej pory mocno współpracują kulturalnie i wojskowo. Wielka Brytania uznała państwo żydowskie 29 stycznia 1949 i od tej pory brytyjscy przywódcy dwukrotnie odwiedzili Izrael, który zajmuje 23. miejsce wśród największych partnerów handlowych tego państwa. Brytyjczycy traktują kontakty z Izraelem jako naturalne, ponieważ jest to ich dawne terytorium mandatowe. Iran utrzymywał stosunki dyplomatyczne z Izraelem za czasów panowania dynastii Pahlawi, zostały one jednak zerwane podczas rewolucji irańskiej w 1979.
Izrael jest członkiem następujących międzynarodowych organizacji: Bank Rozrachunków Międzynarodowych, Bank Światowy, Europejska Organizacja Badań Jądrowych (obserwator), Europejski Bank Odbudowy i Rozwoju, Interpol, Konferencja Narodów Zjednoczonych ds. Handlu i Rozwoju, Międzyamerykański Bank Rozwoju, Międzynarodowa Agencja Energii Atomowej, Międzynarodowa Izba Handlowa (sygnatariusz), Międzynarodowa Konfederacja Związków Zawodowych, Międzynarodowa Korporacja Finansowa, Międzynarodowa Organizacja ds. Migracji, Międzynarodowa Organizacja Morska, Międzynarodowa Organizacja Normalizacyjna, Międzynarodowa Organizacja Pracy, Międzynarodowy Fundusz Rozwoju Rolnictwa, Międzynarodowy Fundusz Walutowy, Międzynarodowy Komitet Olimpijski, Międzynarodowy Ruch Czerwonego Krzyża i Czerwonego Półksiężyca, Międzynarodowy Trybunał Karny, Międzynarodowy Związek Telekomunikacyjny, Organizacja Bezpieczeństwa i Współpracy w Europie (partner), Organizacja Międzynarodowego Lotnictwa Cywilnego, Organizacja Narodów Zjednoczonych, Organizacja Narodów Zjednoczonych do Spraw Oświaty, Nauki i Kultury, Organizacja Narodów Zjednoczonych do spraw Rozwoju Przemysłowego, Organizacja Narodów Zjednoczonych do spraw Wyżywienia i Rolnictwa, Międzynarodowa Organizacja ds. Zakazu Broni Chemicznej (sygnatariusz), Organizacja Współpracy Gospodarczej i Rozwoju, Organizacja Współpracy Gospodarczej Państw Morza Czarnego (obserwator), Powszechny Związek Pocztowy, WCO, Światowa Organizacja Handlu, Światowa Organizacja Meteorologiczna, Światowa Organizacja Turystyki, Światowa Organizacja Własności Intelektualnej, Światowa Organizacja Zdrowia i inne.

## Podział administracyjny

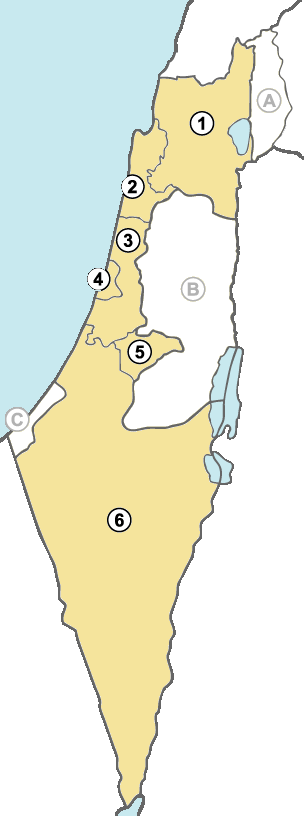
Dystrykty Izraela:
(1) Północny, (2) Hajfa, (3) Centralny, (4) Tel Awiw, (5) Jerozolima, (6) Południowy
Terytoria okupowane:
(A) Wzgórza Golan, (B) Judea i Samaria oraz Autonomia Palestyńska
Terytoria opuszczone przez Izrael:
(C) Strefa Gazy

Państwo Izrael jest podzielone na sześć głównych dystryktów, nazywanych mehozot (hebr. מחוזות, mahoz): Północny, Hajfa, Centralny, Tel Awiw, Jerozolima i Południowy. Dodatkowo dystrykty są podzielone na piętnaście poddystryktów, nazywanych nafot (hebr. נפות, nafa), które dalej dzielą się na pięćdziesiąt naturalnych regionów.

### Władze samorządowe

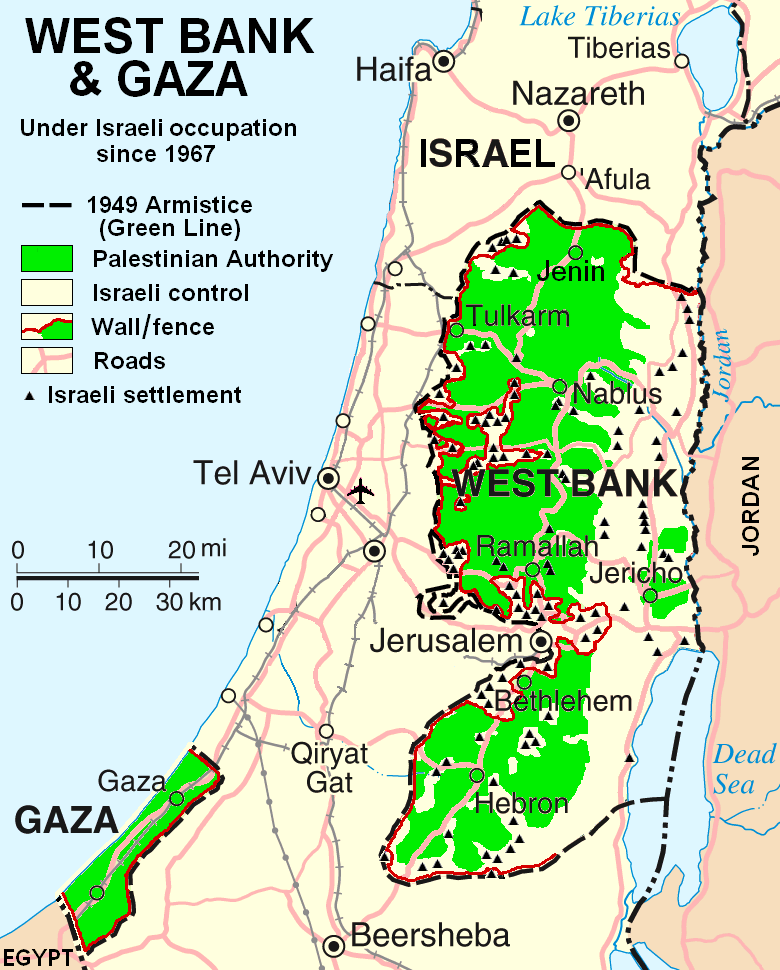
Mapa Zachodniego Brzegu i Strefy Gazy z 2007

Izraelski system samorządowy ma osobowość prawną i odpowiada za takie zadania jak dostarczanie wody pitnej, pomoc w nagłych wypadkach, edukację i kulturę. Samorząd dzieli się na trzy szczeble administracji: (1) Rady Miejskie, (2) Samorządy lokalne i (3) Samorządy regionów.
Osoby stojące na czele samorządów oraz burmistrzów miast wybiera się na drodze demokratycznych wyborów samorządowych. Samorządy dysponują funduszami przyznawanymi przez rząd.

### Terytoria okupowane
Izrael okupuje następujące tereny: Zachodni Brzeg Jordanu, Wschodnia Jerozolima, Wzgórza Golan i farmy Szeba. Są to obszary zdobyte na Jordanii, Syrii i Libanie podczas wojny sześciodniowej w 1967. Przez pewien czas okupowany był półwysep Synaj, który na mocy traktatu pokojowego z 1979 powrócił do Egiptu.
Strefa Gazy była okupowana przez Izrael od 1967 do 2005, kiedy ewakuowano ze Strefy wszystkie żydowskie osiedla z ich mieszkańcami, jako część planu jednostronnego wycofania się. Izrael przez cały czas kontroluje przestrzeń powietrzną i granicę morską Strefy Gazy. Izraelskiej kontroli podlegają także przejścia graniczne i przepływ towarów. Natomiast odpowiedzialność za sytuację wewnętrzną spoczywa na Hamasie.
Po zajęciu tych terytoriów przez Izrael w 1967 na każdym z nich zaczęto tworzenie, nielegalnych w świetle prawa międzynarodowego, osiedli żydowskich. W stosunku do Wschodniej Jerozolimy i Wzgórz Golan, tereny te podporządkowano izraelskiej jurysdykcji, przyłączając je do Izraela i ofiarując mieszkańcom izraelskie obywatelstwo. Natomiast Zachodni Brzeg pozostał pod wojskową okupacją. Tereny te obecnie są powszechnie uznawane za miejsce powstania przyszłego państwa palestyńskiego. Większość negocjacji dotyczących tych terenów opierała się na rezolucji ONZ nr 242, która wzywała Izrael do wycofania się z zajętych terenów w zamian za normalizację stosunków z arabskimi państwami. Zasada ta jest nazywana: „ziemia za pokój”.
Zachodni Brzeg jest zamieszkany przez pierwotną, głównie arabską, ludność palestyńską, w tym historycznych mieszkańców tych terenów oraz palestyńskich uchodźców z przybyłych na Zachodni Brzeg wcześniej, zwłaszcza w okresie wojny z 1948 i bezpośrednio wcześniej. Po klęsce w wojnie 1967 Palestyńczycy znaleźli się pod izraelską administracją wojskową. Po 1993 większa część miast i populacji arabskiej zamieszkującej te tereny znalazła się pod wewnętrzną jurysdykcją Autonomii Palestyńskiej. Izrael zachowuje prawo do częściowej wojskowej kontroli, chociaż w okresach arabskich niepokojów izraelska armia kilkakrotnie wkraczała i przywracała całkowitą wojskową kontrolę. Podczas intifady Al-Aksa, w odpowiedzi na serię samobójczych zamachów terrorystycznych, izraelski rząd rozpoczął budowę muru bezpieczeństwa, który pomimo licznych sprzeciwów powstaje częściowo na terenach arabskich.

## Siły zbrojne

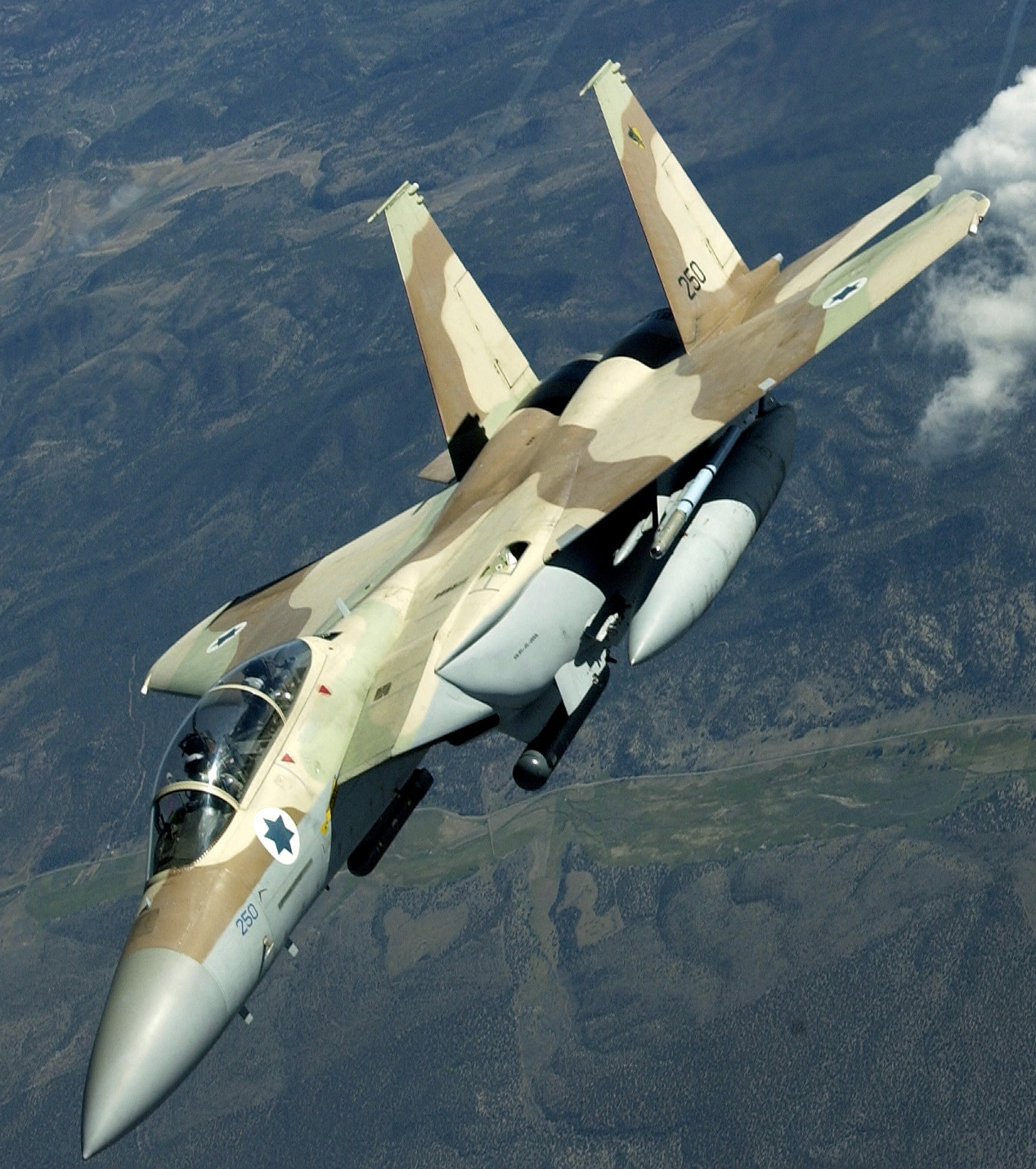
F-15I Ra’am z 69 Dywizjonu IDF/AF

Siły Obronne Izraela (hebr. צבא הגנה לישראל, Cwa Hagana L-Israel, w skrócie CaHaL) składają się z wojsk lądowych, sił powietrznych i marynarki wojennej. Zostały powołane do życia podczas wojny o niepodległość w 1948, z połączenia żydowskich organizacji paramilitarnych (głównie Hagany). Siły zbrojne mają także w swoich szeregach wywiad wojskowy Aman, który współpracuje z Mosadem, Szin Bet i tajną agencją wywiadowczą Lakam. Uczestnictwo w licznych wojnach i konfliktach zbrojnych spowodowało, że Siły Obronne Izraela są jednymi z najlepiej wyćwiczonych na polu walki sił zbrojnych na świecie.
Według rankingu Global Firepower (2021) izraelskie siły zbrojne stanowią 20. siłę militarną na świecie, z rocznym budżetem na cele obronne w wysokości 16 mld dolarów (USD).
Większość Izraelczyków podlega poborowi wojskowemu w wieku osiemnastu lat. Mężczyźni służą przez trzy, a kobiety przez dwa lata. Po ukończeniu służby zasadniczej następuje przeniesienie do sił rezerwowych, które każdego roku przeprowadzają kilkutygodniowe ćwiczenia obejmujące rezerwistów do lat czterdziestu. Większość kobiet jest zwolniona z ćwiczeń sił rezerwowych. Większości arabskich obywateli Izraela (poza druzami) oraz osobom zaangażowanym w studia religijne przysługuje zwolnienie ze służby wojskowej, i to pomimo faktu, że zwalnianie studentów jesziw jest od wielu lat źródłem niezadowolenia izraelskiego społeczeństwa. Alternatywą jest odbycie obowiązkowej służby wojskowej w służbach pomocniczych, takich jak szpitale, szkoły i inne instytucje opieki społecznej. W efekcie takiego działania poboru, Siły Obronne Izraela utrzymują około 168 000 żołnierzy w służbie czynnej i dodatkowych 408 000 w siłach rezerwowych.

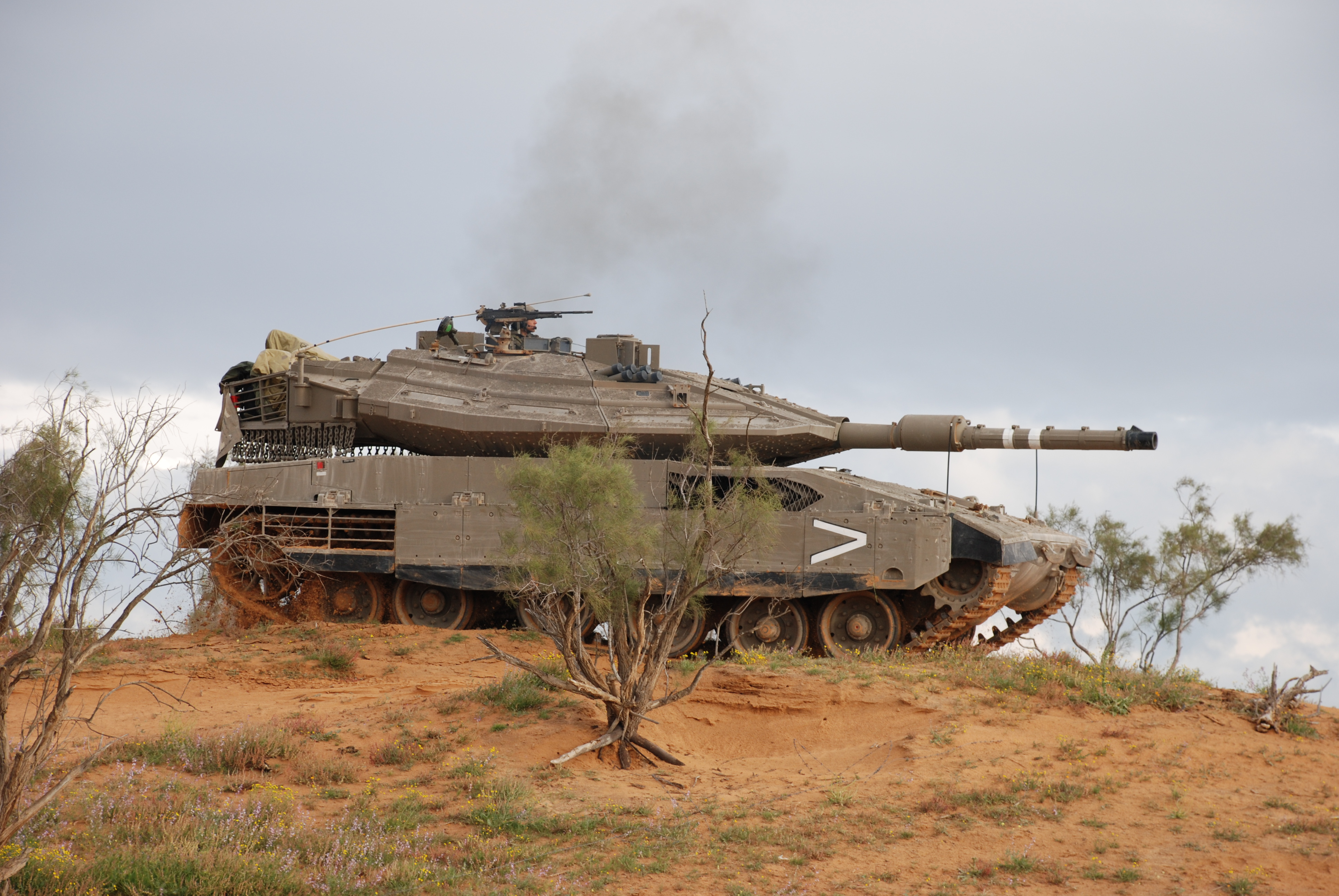
Główny izraelski czołg pola walki Merkawa

Siły zbrojne korzystają w większości z nowoczesnych systemów uzbrojenia, które zostały zaprojektowane i wyprodukowane w Izraelu, pozostała część pochodzi z importu. Największym zagranicznym dostawcą uzbrojenia są Stany Zjednoczone. Szacuje się, że amerykańska pomoc wojskowa w latach 2008–2017 wyniesie 30 miliardów dolarów. Rozwijany przez Stany Zjednoczone i Izrael system obrony antyrakietowej Arrow jest jednym z najsprawniejszych na świecie. Państwo rozwinęło także swój własny program czołgu podstawowego Merkawa. Po wojnie Jom Kipur Izrael stworzył własną sieć satelitów szpiegowskich. Po wystrzeleniu satelity Ofeq Izrael dołączył do grona siedmiu państw mających zdolność wystrzeliwania takich satelitów. Od początku istnienia państwo wydaje znaczną część swojego produktu krajowego brutto na obronność. Na przykład w 1984 wydatki na obronność wynosiły 24% PKB. Obecnie wydatki stanowią 9,4% PKB.
Izrael nie podpisał układu o nierozprzestrzenianiu broni jądrowej i celowo utrzymuje dwuznaczną politykę dezinformacji o swoim własnym potencjale jądrowym, chociaż jest powszechnie uznawany za kraj mający do dyspozycji broń jądrową. Podczas I wojny w Zatoce Perskiej w 1991 nałożono obowiązek wyposażenia wszystkich domów i mieszkań w Izraelu w specjalnie wzmocnione pomieszczenia, które przystosowano do ochrony przed użyciem broni chemicznej i biologicznej. Izrael podpisał, lecz nie ratyfikował Konwencji o zakazie broni chemicznej. Nie podpisał natomiast Konwencji o broni biologicznej.

## Gospodarka

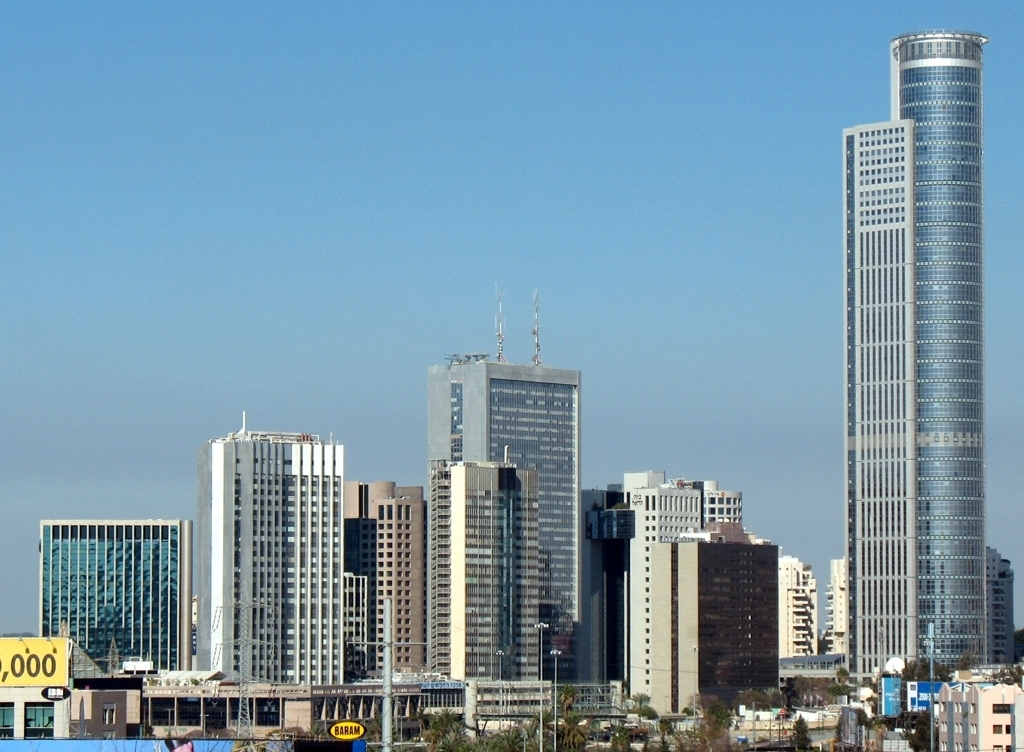
Diamond Exchange Compound w Ramat Ganie

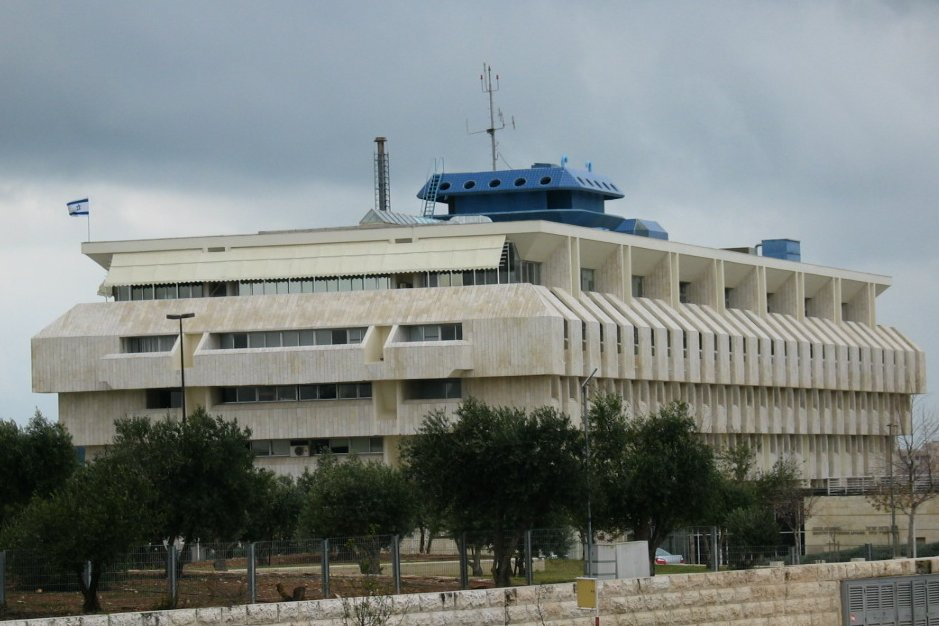
Centralny Bank Izraela

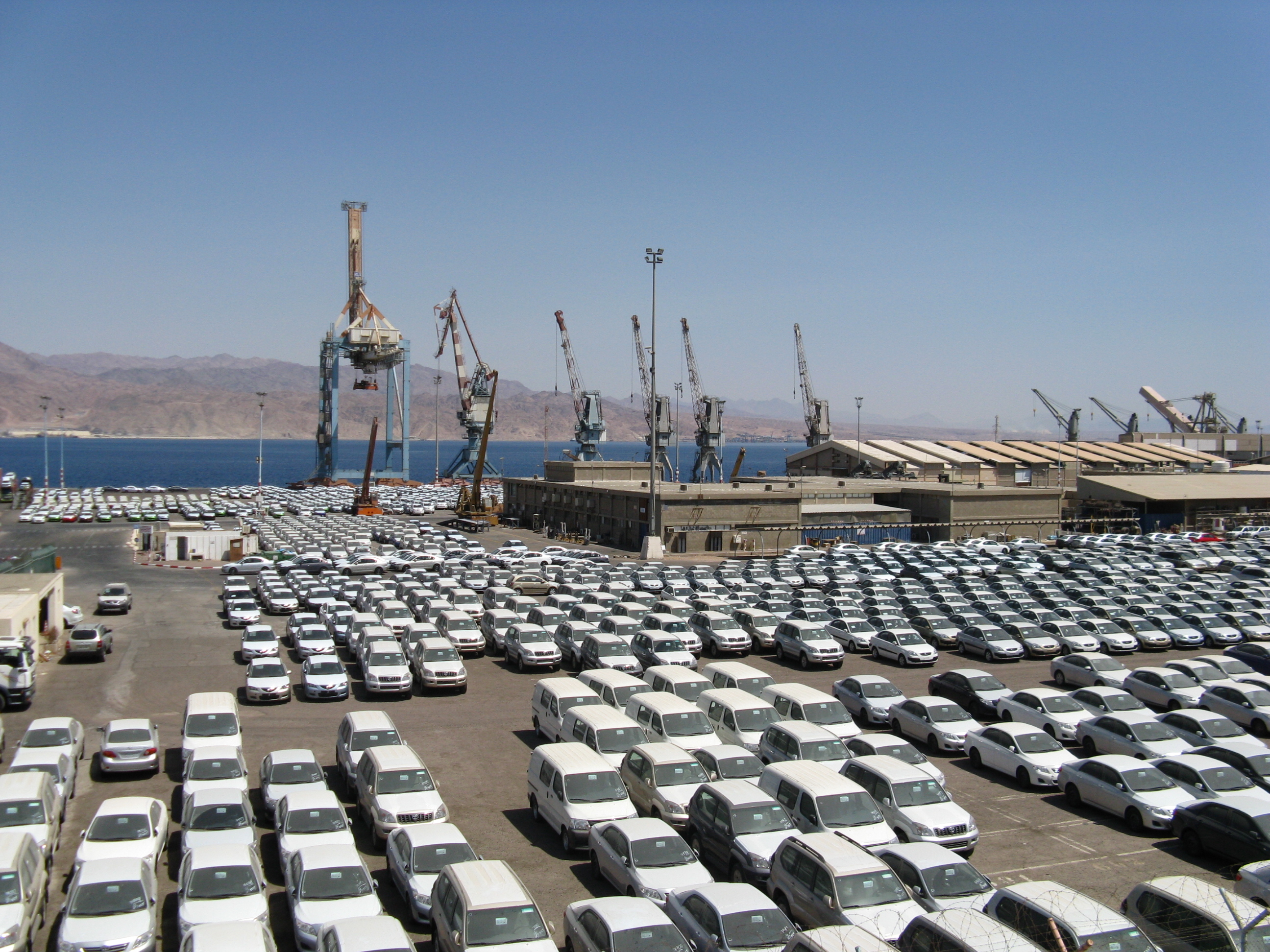
Port Ejlat

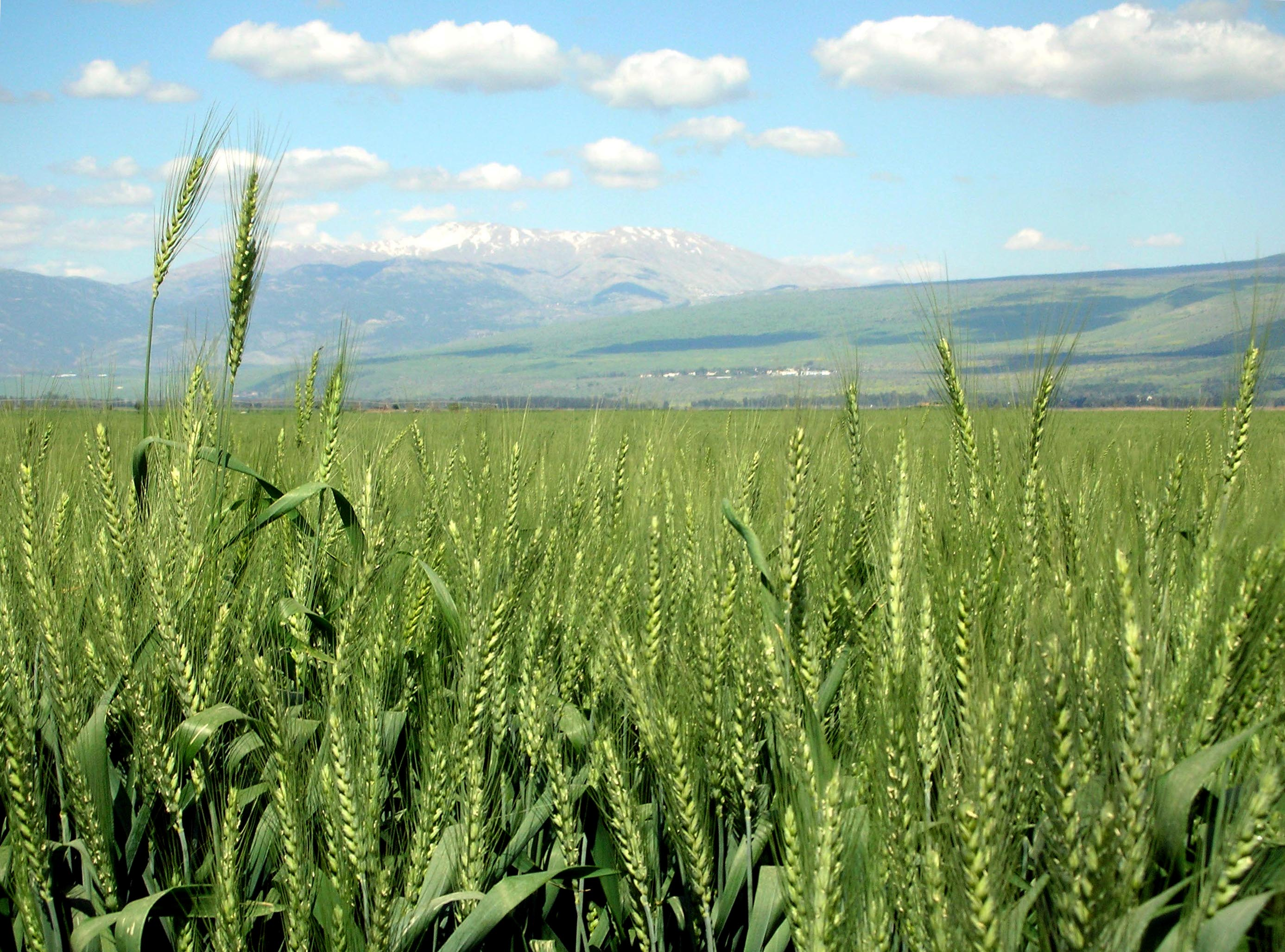
Uprawy pszenicy w Izraelu

Izrael jest uznawany za najbardziej rozwinięty gospodarczo i przemysłowo kraj Bliskiego Wschodu. Został umieszczony na 30. miejscu w rankingu Banku Światowego według wskaźnika łatwości prowadzenia działalności gospodarczej oraz na 23. miejscu w rankingu Światowego Forum Ekonomicznego według wskaźnika konkurencyjności wzrostu. Znajduje się na drugim miejscu na świecie (za Stanami Zjednoczonymi) pod względem liczby firm rozpoczynających działalność gospodarczą. Ma największą liczbę przedsiębiorstw (poza Ameryką Północną) notowanych na giełdzie NASDAQ. W 2007 Izrael zajął 44. miejsce na świecie pod względem wysokości produktu krajowego brutto (232,7 mld dolarów) i 22. miejsce w parytecie siły nabywczej (33 299 dolarów). W 2007 Izrael zaproszono do przystąpienia do Organizacji Współpracy Gospodarczej i Rozwoju, która propaguje współpracę między państwami przestrzegającymi zasad demokracji i wolnego rynku.
Środkiem płatniczym Izraela są nowe szekle (NIS). Zostały one wprowadzone do obiegu 1 kwietnia 1985, zastępując starego szekla (1 NIS = 1000 starych szekli), który w 1980 wyparł lirę izraelską (1 stary szekel = 10 lir), nazywaną szterlingiem izraelskim (nazwa pochodząca z czasów brytyjskiego Mandatu Palestyny). Nowy szekel dzieli się na 100 agor. W obiegu funkcjonują monety o nominałach 10 i 50 agor, 1, 5 i 10 szekli oraz banknoty o nominałach 20, 50, 100 i 200 szekli.
Wzrost PKB w 2007 w porównaniu do roku poprzedniego wyniósł 5,4%. Parytet siły nabywczej wyniósł 188,3 mld dolarów. Produkt krajowy brutto na głowę wyniósł 26 226 dolarów.
Pomimo ograniczonych bogactw naturalnych intensywny rozwój sektorów rolnictwa i przemysłu uczynił z Izraela państwo samowystarczalne pod względem produkcji żywności (poza zbożami i wołowiną). Ważnymi towarami importowanymi są paliwa kopalne i uzbrojenie. Wartość importu w 2007 wyniosła 73,6 mld dolarów. Eksport obejmuje owoce, warzywa, leki, oprogramowanie, produkty chemiczne, uzbrojenie i diamenty. Wartość eksportu w 2007 wyniosła 70,9 mld dolarów. Deficyt w handlu zagranicznym wyniósł 2,7 mld dolarów.
Większość energii elektrycznej produkuje się ze spalania węgla, gazu ziemnego i ropy naftowej. W 2007 zużycie energii elektrycznej wyniosło 15 268 MWh. Korzystne położenie geograficzne Izraela powoduje, że występują tam idealne warunki do rozwoju technologii wykorzystujących energię słoneczną. Izraelscy inżynierowie wdrażają innowacyjne technologie do życia codziennego, a korporacje technologii energetyki słonecznej realizują projekty na całym świecie. Ponad 90% izraelskich domów używa energii słonecznej do ogrzewania wody – jest to najwyższy wskaźnik na świecie.
Mając niewielkie zasoby wody pitnej, Izrael udoskonalił różnorodne technologie oszczędzania wody, w tym nawadnianie kropelkowe. Rolnictwo jest ważną gałęzią izraelskiej gospodarki. Areał upraw rolniczych w 2007 wynosił 285 100 hektarów.
Izrael jest światowym liderem w technologiach odsalania i oczyszczania wody, wykorzystania energii geotermalnej, rozwoju technologii hi-tech i telekomunikacji. Powstała izraelska Silicon Wadi, która jest porównywana z amerykańską Doliną Krzemową. Intel Corporation i Microsoft Corporation wybudowały w Izraelu swoje pierwsze zagraniczne działy badań i rozwoju. Swoje siedziby otworzyły tutaj także korporacje IBM, Cisco i Motorola. W lipcu 2007 amerykański miliarder Warren Buffett, będący właścicielem holdingu Berkshire Hathaway, kupił za 4 mld dolarów swoją pierwszą nieamerykańską spółkę, izraelską Iscar Metalworking. Od lat 70. Izrael otrzymuje pomoc ekonomiczną od Stanów Zjednoczonych. Dzięki tym pożyczkom finansowana jest większość długu zagranicznego Izraela. W 2007 Stany Zjednoczone zgodziły się przyznać 30 mld dolarów pomocy dla Izraela.

### Transport

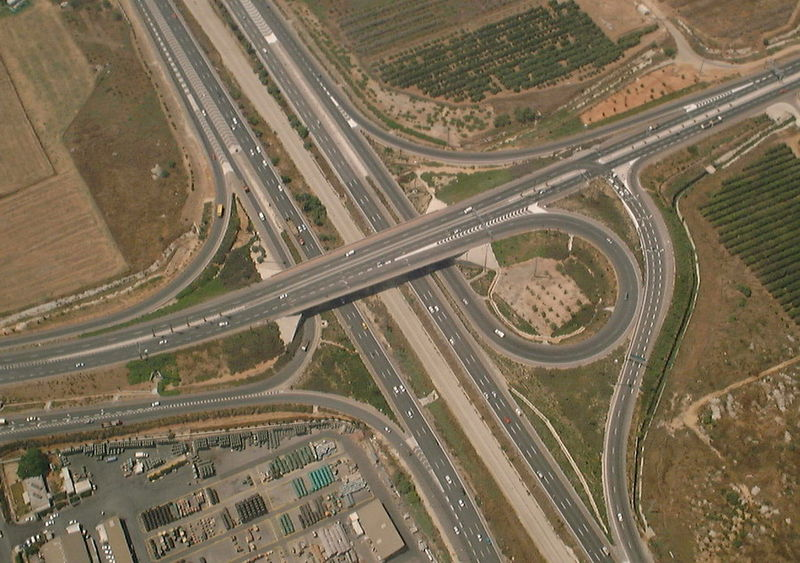
Autostrada nr 1

Izrael ma dobrze rozwiniętą sieć autostrad i dróg ekspresowych. Są one nieustannie rozbudowywane. Ogółem w 2008 było 17 870 km dróg, w tym 146 km autostrad. W 2007 w Izraelu było 1 779 301 zarejestrowanych prywatnych samochodów, 358 317 ciężarówek i samochodów służbowych, oraz 12 902 autobusy. W całym 2007 doszło do 16 tys. wypadków drogowych, w których zginęło 398 osób, a 32,8 tys. osób zostało rannych.

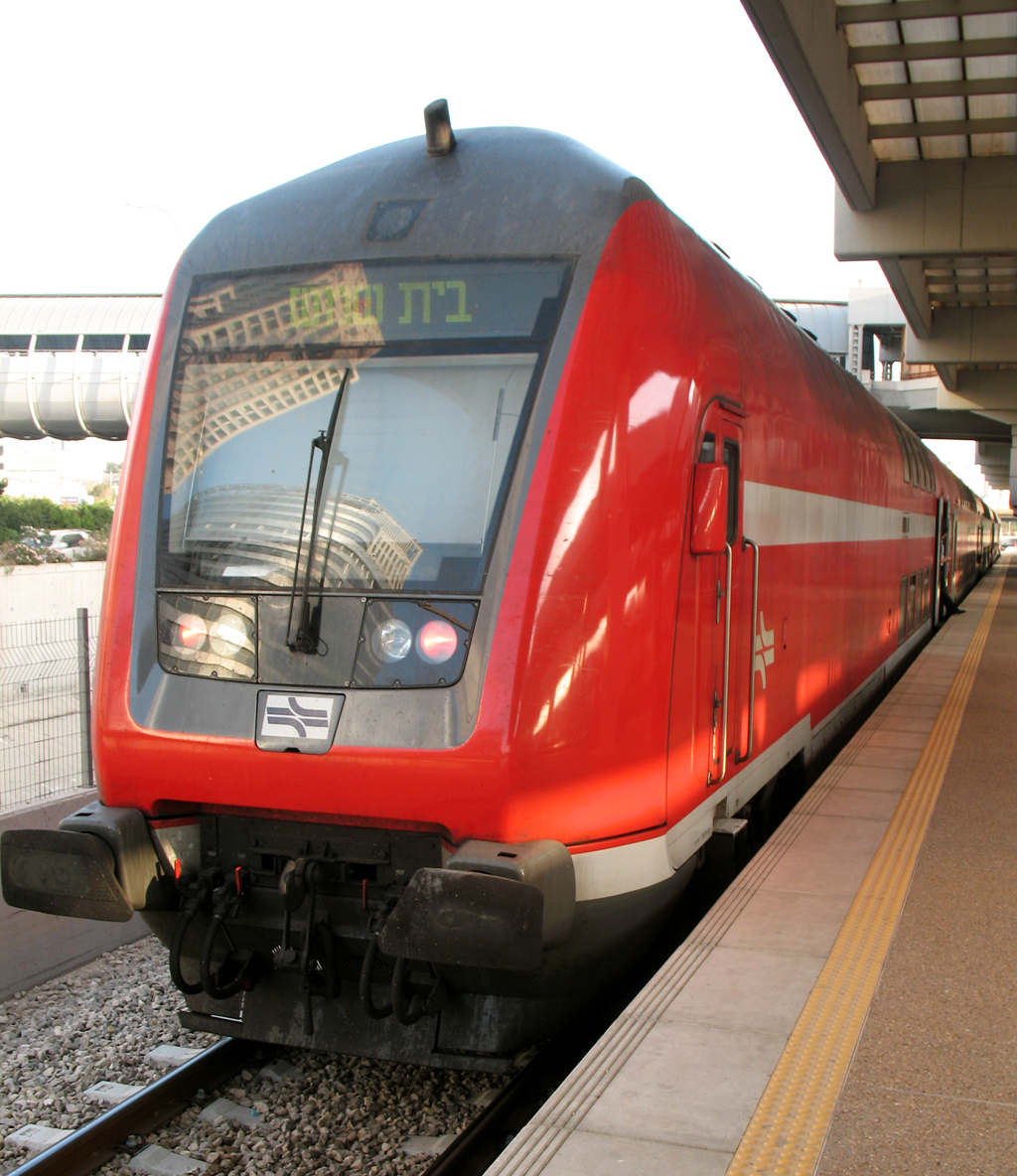
Pociąg Bombardier

Linie kolejowe mają długość 853 km (standard szerokości 1,435 metra). Izraelskie linie kolejowe Rakewet Jisra’el przewiozły w 2007 31,8 mln pasażerów oraz 7,9 mln ton towarów.
Wszystkich lotnisk i pasów do lądowania w Izraelu jest 53, z czego z utwardzonymi pasami 30. Z pasami do lądowania o długości ponad 3047 metrów są 2 lotniska. Z pasami o długości od 2438 do 3047 m jest 5 lotnisk. Z pasami o długości od 1524 do 2437 m jest 7 lotnisk. Z pasami o długości od 914 do 1523 m jest 10 lotnisk. I z pasami o długości do 914 m jest 6 lotnisk (dane z 2007). Linie lotnicze przewiozły 10,15 mln pasażerów. Ogółem w 2007 w izraelskich portach lotniczych wylądowało 34,5 tys. samolotów.

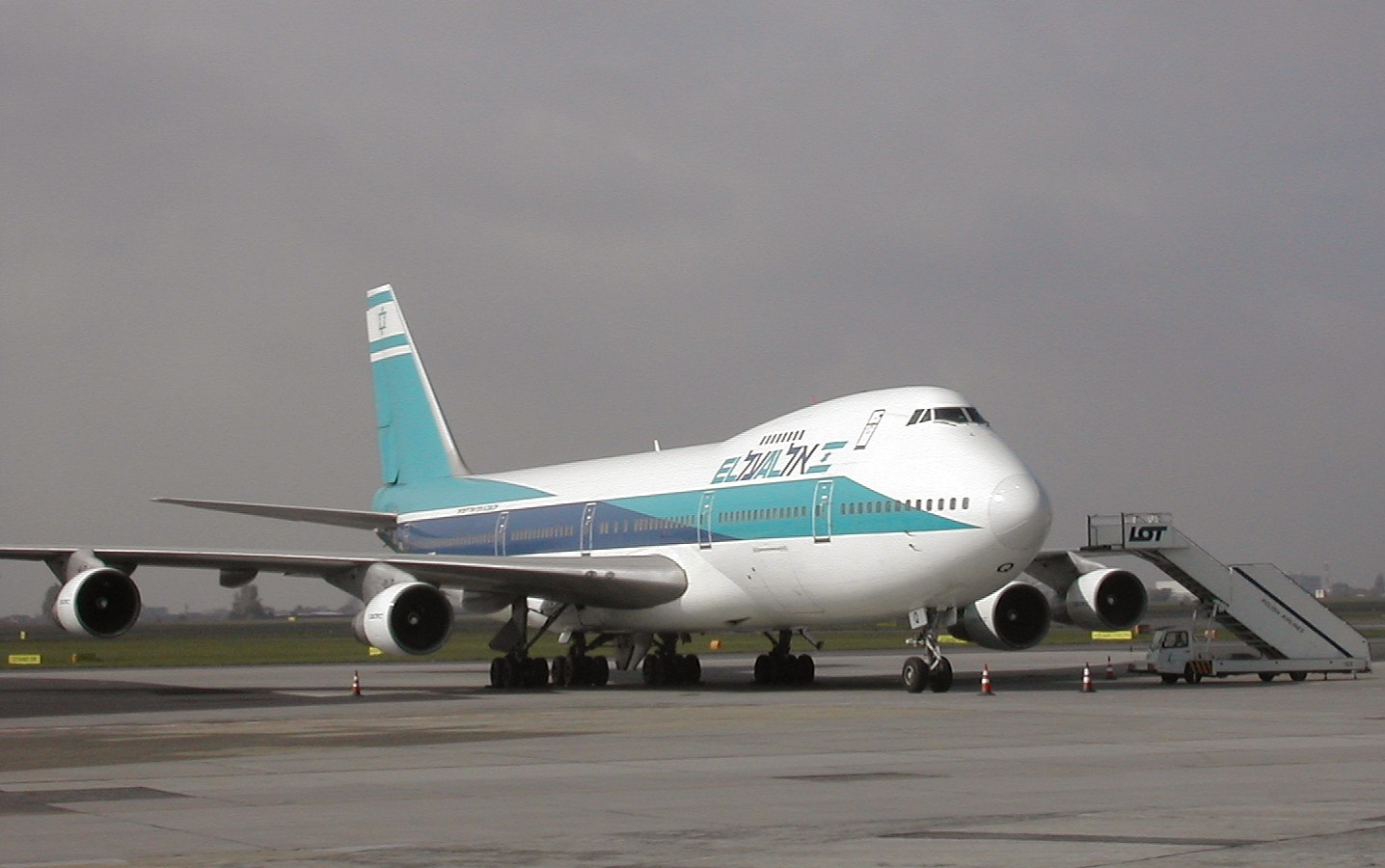
Izraelski Boeing 747 w barwach El Al na lotnisku w Warszawie

Porty morskie znajdują się w: Aszdod, Aszkelonie, Ejlacie, Haderze i Hajfie. Flota handlowa w 2008 składała się z 11 statków: 9 kontenerowców i 2 drobnicowców. Dodatkowo 60 statków jest zarejestrowanych w innych państwach: 3 na Bermudach, 4 na Cyprze, 2 w Gruzji, 1 w Hondurasie, 23 w Liberii, 18 na Malcie, 3 w Panamie, 2 w Saint Vincent i Grenadynie oraz 4 na Słowacji.
Izraelskie przedsiębiorstwa telekomunikacyjne dostarczają usługi telefoniczne dla 3,1 mln osób opłacających abonament. Dodatkowo jest 12 tys. telefonów publicznych. Liczba dostarczonych w 2007 przesyłek pocztowych wyniosła 735 mln listów i 1,6 mln paczek.

### Turystyka

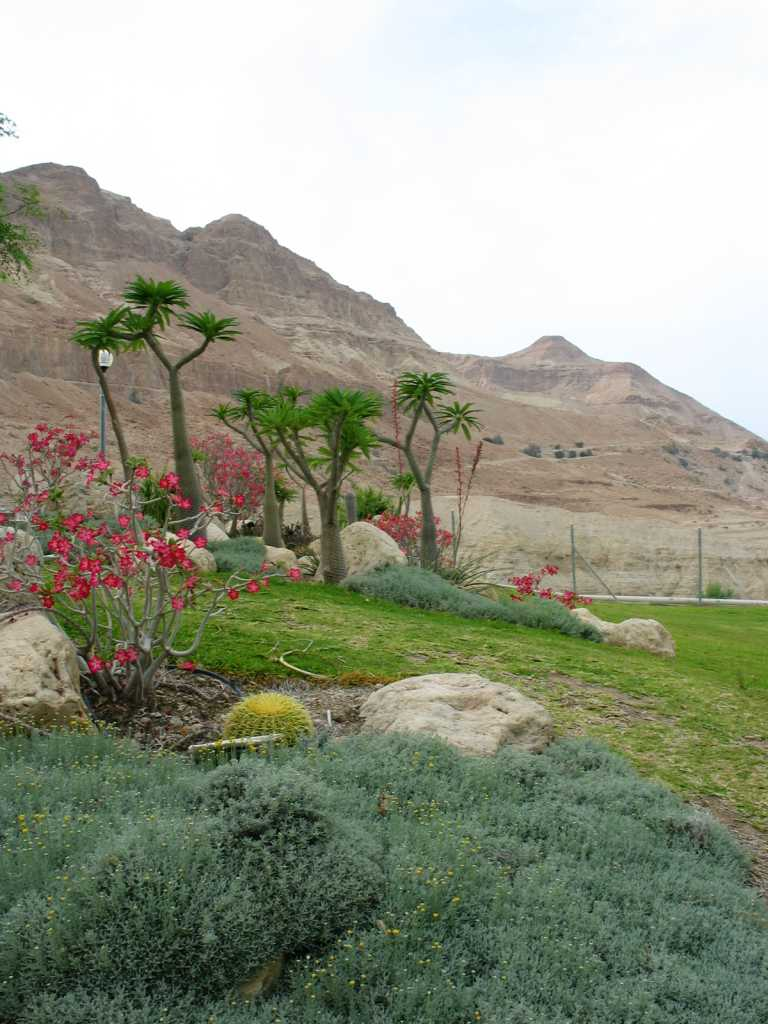
Międzynarodowy Ogród Botaniczny w kibucu En Gedi

Inną ważną gałęzią gospodarki Izraela jest turystyka, szczególnie religijna, ale turystów przyciągają także nadmorskie plaże, archeologiczne i historyczne miejsca oraz bardzo urozmaicone środowisko geograficzne. Turystyka musi ponosić wysokie koszty związane z koniecznością zapewnienia bezpieczeństwa turystom, jednak liczba przyjeżdżających i zyski rosną z każdym rokiem. W 2015 roku kraj ten odwiedziło 2,8 mln turystów (4,3% mniej niż w roku poprzednim), generując dla niego przychody na poziomie 5,365 mld dolarów. Do obsługi tego wielkiego ruchu turystycznego w Izraelu jest 331 hoteli, które dysponują 46,9 tys. pokojów hotelowych. Średnie zajęcie pokojów w 2007 wyniosło 61,7%.

### Ochrona środowiska
Intensywna działalność człowieka zmieniła naturalne warunki środowiska w Izraelu i spowodowała pojawienie się takich niebezpieczeństw jak skażenie wód, powietrza oraz nagromadzenie się odpadów toksycznych. Głównymi źródłami zanieczyszczeń są: spaliny z pojazdów mechanicznych, procesy przemysłowe oraz składowanie odpadów. W 2007 w Izraelu wyprodukowano i zgromadzono na wysypiskach śmieci 4,3 mln ton odpadów stałych. Te niepożądane zjawiska, połączone z rozrastającymi się terenami miejskimi, spowodowały zmniejszenie się przestrzeni występowania rozmaitych gatunków roślin i zwierząt. Wiele z nich znalazło się w stanie zagrożenia wymarciem.
Izrael stoi także przed trudnym wyzwaniem zapewnienia wystarczającej ilości wody pitnej, której braki są coraz bardziej odczuwalne w rolnictwie i przemyśle. Największym problemem jest zapewnienie odpowiedniej jakości wody, która musi sprostać wymaganiom zawartości azotanów, mętności i zasolenia (chlorki). W Izraelu przyjęto dopuszczalną normę obecności chlorków w wodzie pitnej na 600 mg/l, podczas gdy Światowa Organizacja Zdrowia dopuszcza 250 mg/l.
W 1953 powstało Izraelskie Towarzystwo Ochrony Przyrody (SPNI), którego zadanie polega na ochronie środowiska naturalnego kraju. Izraelczycy dokładają dużych starań, aby po latach zaniedbań przywrócić dawne bogactwo przyrody. Stworzono prawie 300 rezerwatów przyrody, które zajmują niemal 1/5 obszaru kraju. Parki narodowe otoczyły opieką 34 najważniejsze miejsca historyczne i przyrodnicze Izraela. Narodowy Fundusz Żydowski prowadzi zakrojoną na szeroką skalę kampanię sadzenia drzew. Wielkim sukcesem było odtworzenie po wiekach zniszczeń, wielkich kompleksów leśnych w centralnej części kraju.

## Nauka i oświata

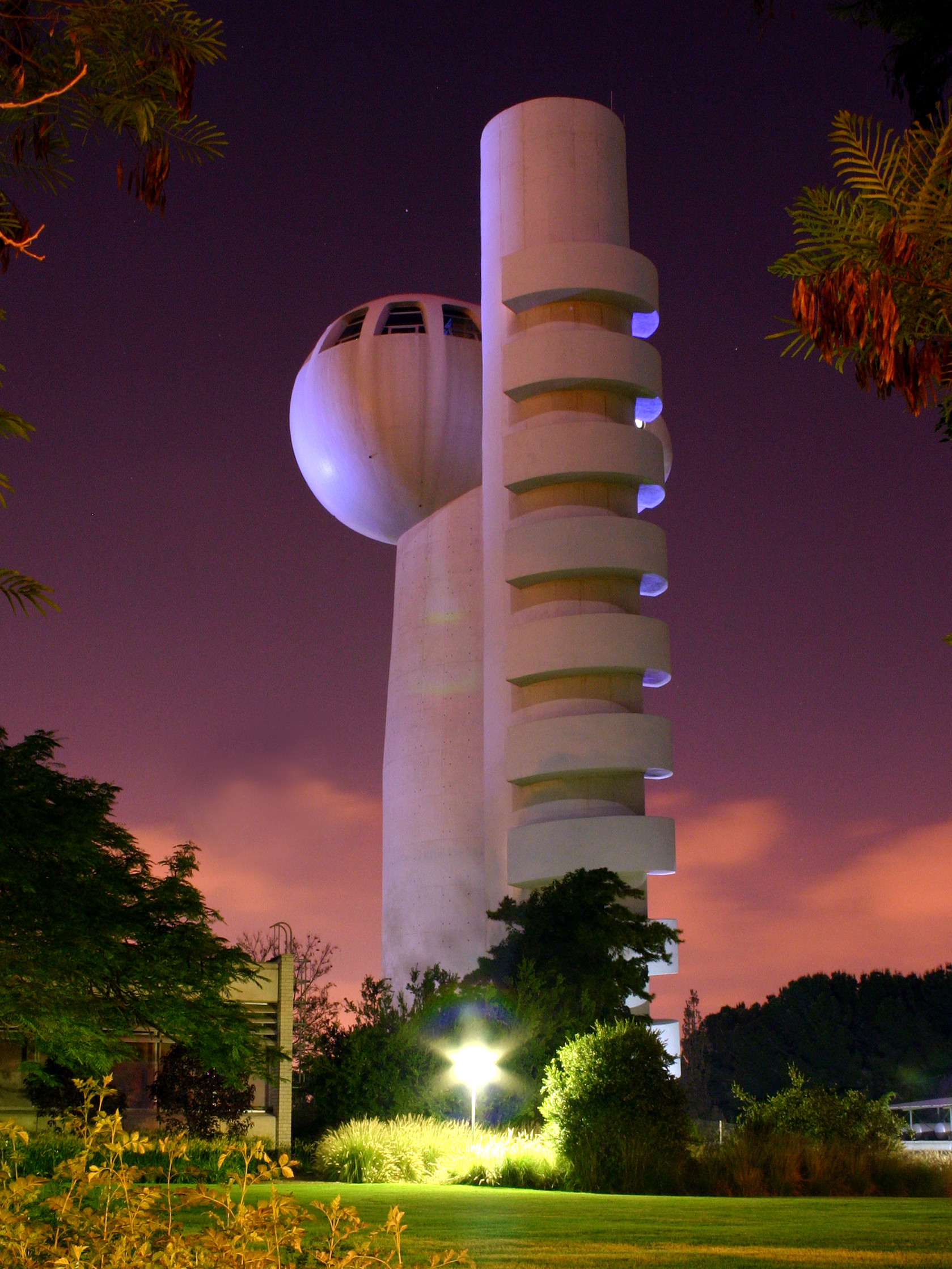
Akcelerator cząstek w Instytucie Naukowym Weizmana, Rechowot

Izrael ma najwyższą średnią długość trwania nauki szkolnej w Południowo-Zachodniej Azji i jest razem z Japonią na drugim miejscu w całej Azji (po Korei Południowej). Według danych ONZ Izrael ma także najwyższą w Południowo-Zachodniej Azji średnią umiejętności czytania i pisania. Przyjęte w 1953 r. Państwowe Prawo Edukacji podzieliło izraelski system edukacji na pięć typów szkół: świeckie, religijne, ultraortodoksyjne, komunalne i arabskie. Najliczniejszą jest grupa szkół publicznych świeckich, do których uczęszcza największa liczba uczniów żydowskich i niearabskich. Większość Arabów wysyła swoje dzieci do arabskich szkół ze względu na wykładowy język arabski.
Edukacja w Izraelu jest obowiązkowa dla dzieci i młodzieży w wieku od trzech do osiemnastu lat. Nauka jest podzielona na trzy poziomy: szkoła podstawowa (klasy 1–6), szkoła średnia (klasy 7–9) i liceum (klasy 10–12) – zakończone egzaminem maturalnym (hebr. תעודת בגרות, Te’udat Bagrut). Aby otrzymać świadectwo dojrzałości Bargut wymagana jest biegłość w przedmiotach obowiązkowych, takich jak: matematyka, Biblia, język hebrajski i literatura powszechna, język angielski, historia i wiedza o społeczeństwie. W szkołach arabskich, chrześcijańskich i druzyjskich, egzamin z Biblii jest zastąpiony egzaminem o dziedzictwie islamu, chrześcijaństwa lub druzów. W 2003 ponad połowa wszystkich uczniów zdała egzamin i uzyskała świadectwo, umożliwiające kontynuowanie nauki na studiach.
Ogólna liczba uczniów i studentów w roku szkolnym 2007/2008 wynosiła 2 187 494, z czego 5,5% uczyło się na uniwersytetach. Liczba wszystkich nauczycieli wynosi 128 064, z czego w szkolnictwie podstawowym pracuje 64 549, w liceach 23 358 i w szkolnictwie wyższym 40 051.
Państwo dotuje osiem publicznych uniwersytetów. Najstarszy izraelski uniwersytet, Uniwersytet Hebrajski w Jerozolimie, jest także siedzibą największej biblioteki żydowskiej na świecie, Narodowej Biblioteki Izraela. W 2006 Uniwersytet Hebrajski został umieszczony na 60. miejscu w rankingu największych uniwersytetów świata. Innymi najważniejszymi uczelniami Izraela są: Instytut Techniczny Technion, Instytut Naukowy Weizmana, Uniwersytet Telawiwski, Uniwersytet Bar-Ilana, Uniwersytet w Hajfie i Uniwersytet Ben Guriona. Siedem izraelskich uniwersytetów (poza Otwartym Uniwersytetem Izraela) zostało umieszczonych w rankingu 500 najlepszych na świecie uczelni wyższych. Izrael zajmuje trzecie miejsce na świecie pod względem liczby obywateli, którzy otrzymali dyplomy uniwersyteckie (20% populacji). Przybycie do Izraela w latach 90. ponad miliona imigrantów z krajów byłego ZSRR (40% z nich było absolwentami wyższych uczelni) pomogło w rozwoju sektora technologii hi-tech. Laureatami Nagrody Nobla było czterech izraelskich naukowców. W 2003 Ilan Ramon został pierwszym izraelskim kosmonautą. Ramon był specjalistą od ładunku towarowego podczas ostatniej, tragicznej misji promu kosmicznego Columbia (STS-107).

### Służba zdrowia

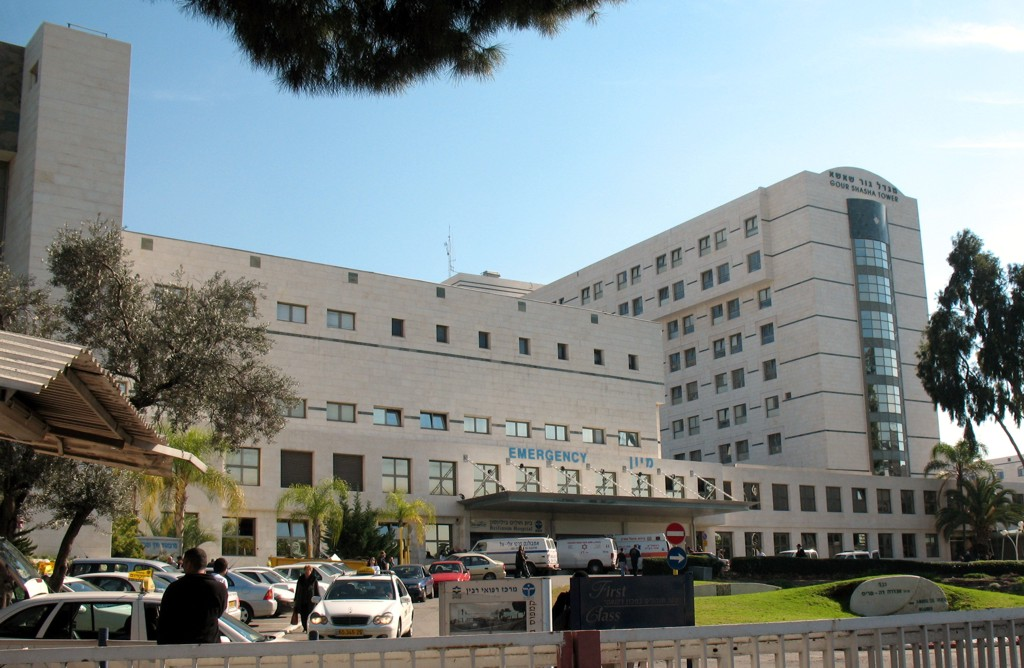
Beilinson Hospital w Petach Tikwie

W styczniu 1995 weszło w życie Prawo o Ubezpieczeniach Zdrowotnych, które nałożyło na państwo obowiązek zapewnienia jednakowej opieki zdrowotnej wszystkim mieszkańcom Izraela. Przepisy ustaliły tzw. koszyk usług, które fundusze chorych są zobowiązane dostarczyć swoim klientom. Koszyk obejmuje także listę leków, do których otrzymywania są uprawnieni mieszkańcy Izraela. Prawo umożliwia każdemu ubezpieczonemu (w tym osobom starszym i chorym przewlekle) przejście do innego funduszu chorych.
Obywatele Izraela płacą obowiązkowy podatek na opiekę zdrowotną, którego wysokość jest uzależniona od wysokości dochodów. Odpowiedzialność za dostarczanie usług medycznych jest podzielona pomiędzy fundusze i Ministerstwo Zdrowia. Służba zdrowia obejmuje: publiczne przychodnie i punkty pierwszej pomocy medycznej, szpitale, laboratoria medyczne, poradnie stomatologiczne, prywatne gabinety lekarskie i lecznictwo rządowe.
W 2007 budżet państwa wydał na służbę zdrowia 53,5 mld szekli. Wydatki podzielono w następujący sposób: 33,7% fundusze chorych, 51,7% szpitale, 8,1% lecznictwo rządowe oraz 6,5% przychodnie prywatne. W 2007 izraelskie szpitale dysponowały 42 676 łóżkami szpitalnymi, co daje średnią statystyczną 5,9 łóżka na 1000 mieszkańców. Liczba lekarzy aktywnych zawodowo (do 65. roku życia) wynosiła 25 314, co daje średnią statystyczną 3,49 lekarza na 1000 mieszkańców.
Głównymi powodami zgonów w 2005 były: 25% złośliwe nowotwory, 19% choroby serca, 7% zaburzenia krążenia, 6% cukrzyca i 5% nagłe wypadki. Pod koniec 2007 w Izraelu było zarejestrowanych 428 pacjentów chorych na AIDS i 4218 zidentyfikowanych nosicieli wirusa HIV.

## Demografia

Wzrost populacji Izraela w latach 1949–2010

Izrael został założony jako ojczyzna dla narodu żydowskiego i często mówi się o nim jako o państwie żydowskim. Wszyscy Żydzi z całego świata mają tzw. prawo powrotu do swojej ojczyzny i gwarancję uzyskania izraelskiego obywatelstwa. 75,5% populacji państwa jest Żydami, z których 68% urodziło się już w Izraelu, 22% to imigranci pochodzący z Europy i Ameryki, a 10% stanowią imigranci z Azji i Afryki (wliczając w to świat arabski). Według opinii międzynarodowej mieszkający w Izraelu Żydzi uchodzą za społeczność jednorodną – w rzeczywistości jednak w społeczeństwie występują głębokie podziały, a ich głównym źródłem są różnorodnego rodzaju schizmy. Głęboki konflikt istnieje między osobami świeckimi a religijnymi, zwolennikami pokojowego rozwiązania konfliktu na Bliskim Wschodzie („gołębie”) a zwolennikami wojny („jastrzębie”), Żydami pochodzącymi z Bliskiego Wschodu i Europy.
Największą i najbardziej wpływową grupą Żydów są Aszkenazyjczycy – pochodzą oni z Europy Środkowej i Wschodniej, ale są wśród nich także imigranci z Ameryki Północnej, Australii i Afryki Północnej. Niektórzy z członków tej społeczności posługują się językiem jidysz, opartym na średniowiecznym dialekcie niemieckim z licznymi zapożyczeniami z języków słowiańskich i hebrajskiego, zapisywanym alfabetem hebrajskim. To właśnie Aszkenazyjczycy przyczynili się do powstania państwa żydowskiego, a później zorganizowali masową imigrację Żydów z całego świata. Drugą najliczniejszą grupę stanowią Sefardyjczycy – potomkowie Żydów wygnanych z Hiszpanii i Portugalii w XV wieku. Niektórzy z członków tej społeczności posługują się językiem ladino, który stanowi mieszaninę języka hebrajskiego z hiszpańskim. Mniejszą grupę Żydów stanowią Mizrachim – pochodzą z państw arabskich w Afryce Północnej, Bliskiego Wschodu i Azji Środkowej. Felaszowie to tak zwani czarni Żydzi, pochodzący z Etiopii. Władze Izraela przez wiele lat odnosiły się do nich ze sceptycyzmem i odmawiały przyznania im obywatelstwa izraelskiego.
| (2018)                   | (2018)                         |
| ------------------------ | ------------------------------ |
| Liczba ludności          | 8 424 904                      |
| Ludność według wieku     |                                |
| 0 – 14 lat               | 27%                            |
| 15 – 64 lat              | 61%                            |
| ponad 64 lata            | 12%                            |
| Wiek (mediana)           |                                |
| W całej populacji        | 30,1 lat                       |
| Mężczyzn                 | 29,5 lat                       |
| Kobiet                   | 30,7 lat                       |
| Przyrost naturalny       | 1,49%                          |
| Współczynnik urodzeń     | 17,9 urodzin/1000 mieszkańców  |
| Współczynnik zgonów      | 5,2 zgonów/1000 mieszkańców    |
| Współczynnik migracji    | 2,1 migrantów/1000 mieszkańców |
| Ludność według płci      |                                |
| przy narodzeniu          | 1,05 mężczyzn/kobiet           |
| poniżej 15 lat           | 1,05 mężczyzn/kobiet           |
| 15 – 64 lat              | 1,02 mężczyzn/kobiet           |
| powyżej 64 lat           | 0,81 mężczyzn/kobiet           |
| Umieralność noworodków   |                                |
| W całej populacji        | 3,4 śmiertelnych/1000 żywych   |
| płci męskiej             | 3,4 śmiertelnych/1000 żywych   |
| płci żeńskiej            | 3,4 śmiertelnych/1000 żywych   |
| Oczekiwana długość życia |                                |
| W całej populacji        | 82,7 lat                       |
| Mężczyzn                 | 80,8 lat                       |
| Kobiet                   | 84,7 lat                       |
| Rozrodczość              | 2,63 urodzin/kobietę           |
| Urbanizacja              | 92,4%                          |

Obok Żydów w Izraelu żyją Arabowie, z których ponad 80% to sunnici, pozostali to chrześcijanie i druzowie. Sprawa pochodzenia Palestyńczyków wywołuje wiele kontrowersji, stąd bierze się także „problem palestyński”. Palestyńczycy wywodzą się od Arabów, którzy zdobyli Palestynę w VII wieku oraz ze zarabizowanej ludności autochtonicznej. Prawie 10% izraelskich Arabów stanowią Beduini – plemiona pasterzy-koczowników, którzy zamieszkują głównie pustynę Negew. Palestyńczycy są głównie muzułmanami wyznania sunnickiego, ale istnieje mniejszość chrześcijańska, tak prawosławna, jak i katolicka. Innymi grupami zamieszkującymi Izrael są druzowie, Samarytanie i Czerkiesi.
W 2008 populacja Izraela wynosiła 7 356 100. Według danych statystycznych 91,7% populacji zamieszkuje w obszarach miejskich. Gęstość zaludnienia wynosi 351 osób/km². Dla celów statystycznych w Izraelu wydzielono trzy obszary metropolitalne: Tel Awiw i Gusz Dan (populacja 3 150 000), Hajfa i Ha-Kerajot (populacja 1 039 000) oraz Be’er Szewa (populacja 531 000). Największym miastem Izraela, pod względem populacji i powierzchni, jest Jerozolima (populacja 756 888 na obszarze 125,2 km²). Następnymi miastami Izraela pod względem populacji są kolejno: Tel Awiw (392 000), Hajfa (265 100) i Riszon le-Cijjon (225 800).
Na Zachodnim Brzegu, pod administracją izraelską pozostaje wiele żydowskich osiedli, takich jak Ma’ale Adummim i Ari’el (powstały one na terytoriach okupowanych przez Izrael po 1967). W powstałym w ten sposób Dystrykcie Judei i Samarii żyje ponad 260 tys. Izraelczyków. Wschodnia Jerozolima jest uznawana przez Izrael za nierozerwalną część aglomeracji miejskiej Jerozolimy i według izraelskiego prawa od 1967 pozostaje pod izraelską jurysdykcją. Jest to jednak terytorium sporne, ponieważ władze palestyńskie planowały utworzenie we Wschodniej Jerozolimie stolicy własnego państwa. We Wschodniej Jerozolimie żyje około 250 tys. Izraelczyków. Również Wzgórza Golan pozostają terytorium spornym. Izrael od 1982 uznaje je jako terytorium własnego państwa, jednak Syria nieustannie domaga się ich zwrotu. Na Wzgórzach Golan żyje około 18 tys. Izraelczyków. Do czasu ewakuacji w 2005 w Strefie Gazy żyło 7,8 tys. Izraelczyków.
| Dane pochodzą z końca 2007          | Ogółem    | Żydzi     | Arabowie  | Inni    |
| ----------------------------------- | --------- | --------- | --------- | ------- |
| Populacja państwa                   | 7 243 600 | 5 478 200 | 1 450 000 | 315 400 |
| Mężczyźni                           | 3 581 200 | 2 696 700 | 737 500   | 147 000 |
| Kobiety                             | 3 662 500 | 2 781 500 | 712 500   | 168 400 |
| Procent wzrostu populacji [%]       | 1,8       | 1,6       | 2,6       | 1,6     |
| Procent populacji w wieku 0-18 [%]  | 34,8      | 31,9      | 48,0      | 31,6    |
| Procent populacji w wieku 19-64 [%] | 55,4      | 56,5      | 48,6      | 57,1    |
| Procent populacji w wieku 65+ [%]   | 9,8       | 11,6      | 3,5       | 11,4    |
| Procent populacji miejskiej [%]     | 91,7      | 90,8      | 94,0      | 91,1    |
| Procent populacji [%]               | 100       | 100       | 100       | 100     |
| Dystrykt Jerozolimy                 | 12,3      | 11,0      | 18,6      | 10,7    |
| Dystrykt Północny                   | 16,9      | 9,7       | 44,7      | 9,9     |
| Dystrykt Hajfy                      | 12,0      | 11,2      | 14,4      | 11,4    |
| Dystrykt Centralny                  | 23,9      | 27,8      | 9,7       | 27,4    |
| Dystrykt Tel Awiwu                  | 16,8      | 20,7      | 1,2       | 20,7    |
| Dystrykt Południowy                 | 14,3      | 14,6      | 11,3      | 15,1    |
| Dystrykt Judei i Samarii            | 3,8       | 4,9       | 0,0       | 4,8     |

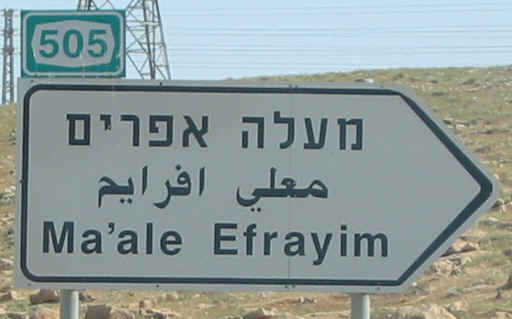
W Izraelu obowiązuje pisownia nazw w językach hebrajskim, arabskim i angielskim

Izrael ma dwa języki urzędowe: hebrajski i arabski. Hebrajski jest głównym językiem państwowym, używanym przez większość populacji. Językiem arabskim posługują się arabska mniejszość narodowa oraz Żydzi, którzy wyemigrowali z arabskich państw. Większość Izraelczyków płynnie posługuje się językiem angielskim. Znajomość angielskiego jest wymagana przez szkoły, także wiele programów telewizyjnych jest angielskojęzycznych. Izrael jest krajem imigrantów, z tego powodu na jego ulicach można usłyszeć wiele różnych języków z całego świata. Duży napływ imigrantów z dawnego ZSRR i Etiopii uczynił rosyjski i amharski powszechnie używanymi językami w Izraelu. Imigracja rosyjskich Żydów w latach 1990–1994 powiększyła populację Izraela o 12%. W ostatniej dekadzie liczni imigranci napłynęli do Izraela z takich państw jak: Rumunia, Tajlandia, Chiny, kilku państw Afryki i Ameryki Północnej. Natomiast emigracja z Izraela (yerida) kieruje się głównie do Stanów Zjednoczonych i Kanady.
Wielkość emigracji jest nieznaczna, jednak izraelski rząd postrzega ją jako główne zagrożenie dla przyszłości państwa.

### Religia

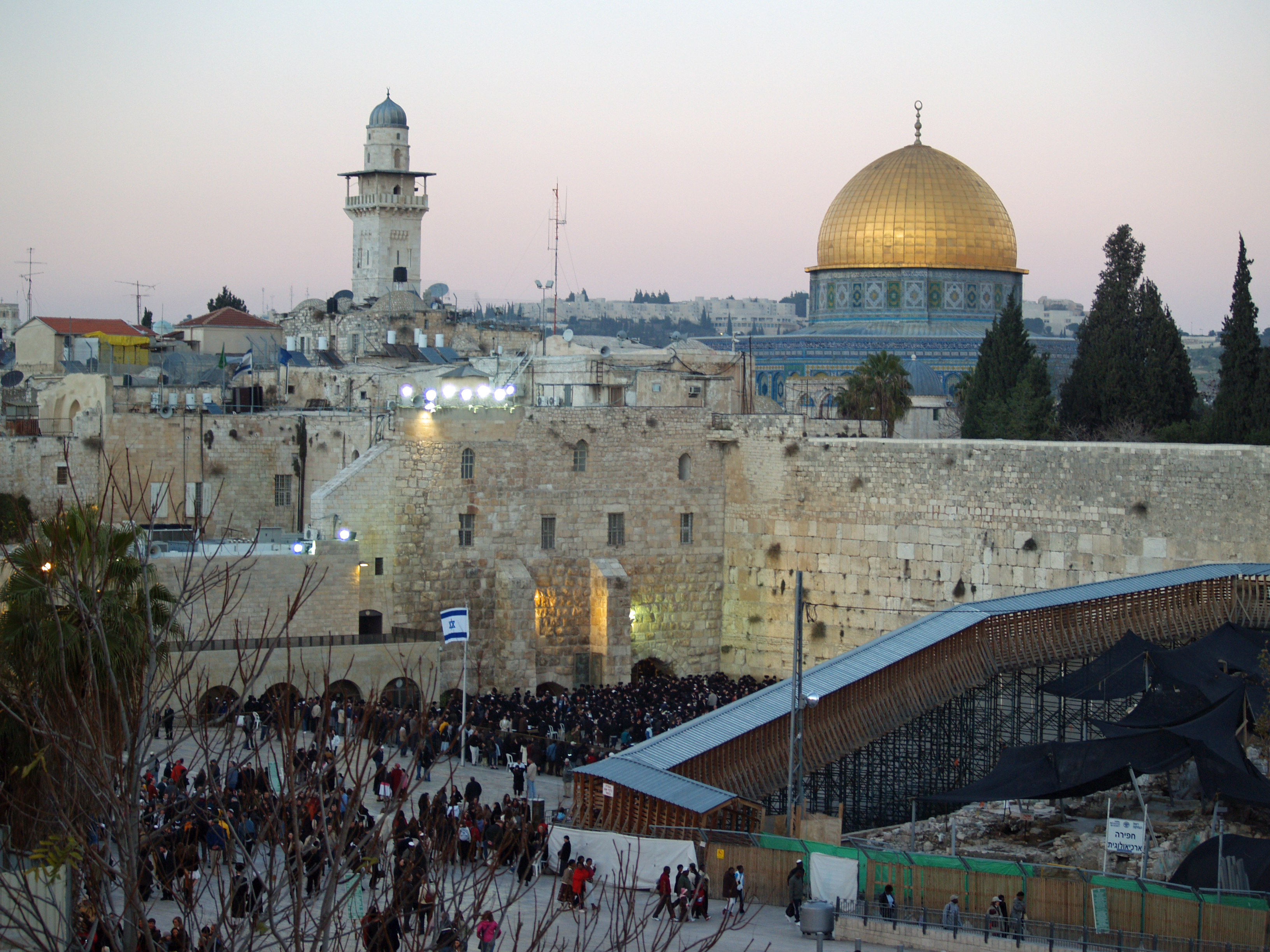
Ściana Płaczu i Kopuła na Skale w Jerozolimie

Izrael jest państwem wyznaniowym, religią państwową jest judaizm. Przestrzega się ściśle biblijnych i talmudycznych praw i przepisów pokarmowych w wojsku i instytucjach państwowych, cywilne prawa osobiste (małżeństwo, rozwód) podlegają wyłącznie jurysdykcji sądów rabinackich i stosują się do żydowskiej tradycji. Nieżydzi podlegają odrębnym sądom religijnym. Nie można zawierać ślubów cywilnych. W szkołach państwowych naucza się religii.
Izrael jest kolebką dwóch spośród trzech największych monoteistycznych religii świata. Żaden inny kraj nie odgrywa tak ważnej roli w życiu religijnym tak wielkich mas ludzi na całym świecie. Ziemia Święta jest centrum życia duchowego judaizmu, to tutaj narodziło się chrześcijaństwo, a muzułmanie czczą Jerozolimę jako trzecie ze świętych miejsc islamu. Izrael jest także światowym centrum bahaizmu.
Wyznaniem dominującym w Izraelu jest judaizm. Istnieje jednak duże zróżnicowanie religijne izraelskich żydów: 55% przestrzega tradycji, 20% jest świeckich, 17% jest ortodoksyjnych i 8% ultraortodoksyjnych. Judaizm wymienia cztery święte miasta: Jerozolimę ze Ścianą Płaczu i Wzgórzem Świątynnym, Hebron z Grobowcem Patriarchów, Tyberiadę z grobowcami słynnych rabinów oraz Safed, będący centrum żydowskiego mistycyzmu koncentrującego się wokół kabały.
W Izraelu istnieje społeczność Karaimów. Odrębną niewielką grupą wyznaniową są Żydzi mesjanistyczni, którzy uznają Jezusa Chrystusa jako Mesjasza, jednak liczne teksty Pisma Świętego interpretują zgodnie z wykładnią judaistyczną.

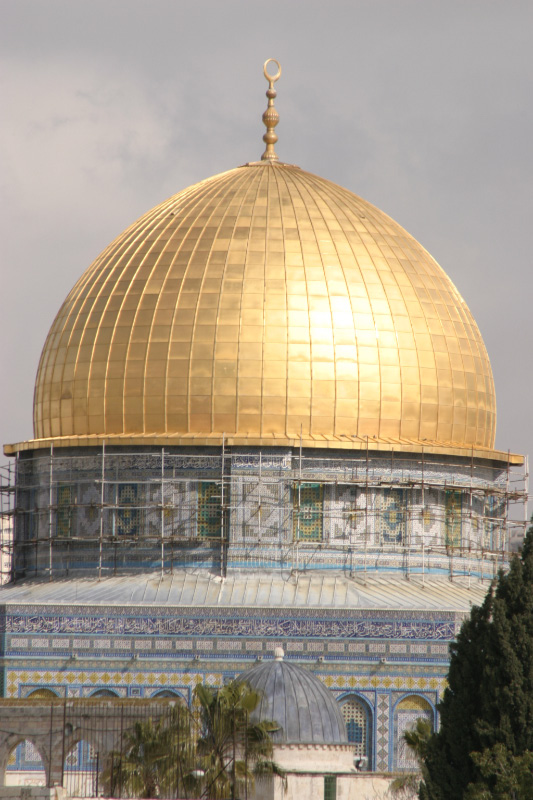
Kopuła na Skale w Jerozolimie

16,2% populacji stanowią muzułmanie. Arabscy obywatele Izraela stanowią 19,8% populacji państwa (82,6% izraelskich Arabów jest muzułmanami, pozostali Arabowie to w 8,8% chrześcijanie i 8,4% druzowie).
Wzgórze Świątynne w anektowanej przez Izrael Jerozolimie Wschodniej, jest tradycyjnie uważane przez muzułmanów za trzecie najświętsze miejsce islamu po Mekce i Medynie. Wynika to z faktu, że muzułmanie wierzą, że Mahomet odbył wpierw, na cudownym wierzchowcu Al-Burāq, isrę, czyli „nocną podróż”, z Mekki do najdalszego meczetu (al-masğid al-aqsà) znajdującego się, wedle tradycji, w Jerozolimie (stąd pochodzi nazwa Meczetu Al-Aksa), a następnie, w towarzystwie anioła Dżibrila (utożsamianego z biblijnym archaniołem Gabrielem), wzniósł się do nieba ze skały, na której dziś znajduje się Kopuła na Skale. Wniebowstąpienie to muzułmanie zwą miradżem. Obecnie te dwie budowle wznoszące się na Wzgórzu Świątynnym są szczególnie ważnymi miejscami dla wszystkich muzułmanów na całym świecie, choć najświętszym miastem islamu i aktualnym kierunkiem kibli jest Mekka. Pierwotną kiblą była Jerozolima.
W Izraelu zamieszkuje największa na świecie społeczność Samarytan, którzy mówią po arabsku, ale modlą się po hebrajsku. Dla Samarytan Wzgórze Świątynne w Jerozolimie ustępuje pod względem ważności górze Gerizim położonej w pobliżu miasta Nablus. Wierzą oni, że to właśnie na tej górze Abraham ofiarował swojego syna.

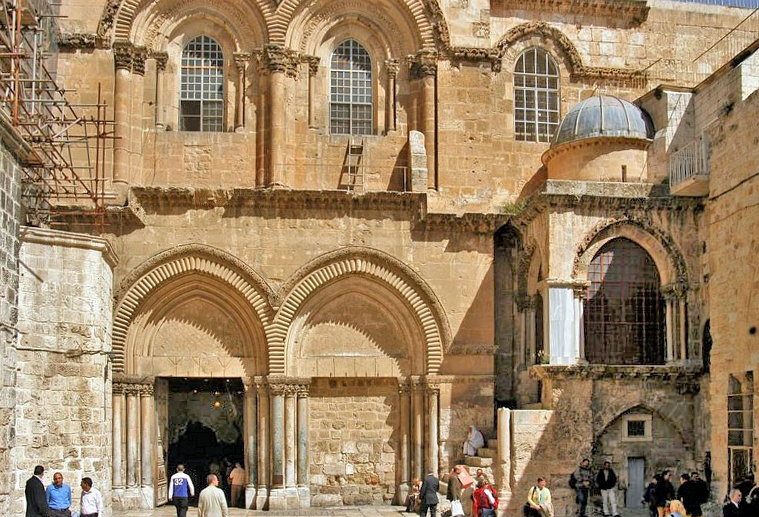
Bazylika Grobu Świętego w Jerozolimie

Odrębną grupą wyznaniową są druzowie, których wierzenia są zwyczajowo zaliczane do religii muzułmańskiej, jako że wywodzą się z ismailickiego szyizmu. Zamieszkują oni w kilku wsiach w Galilei, na wzgórzach Karmelu i Wzgórzach Golan. Druzowie nigdy nie mieli własnego państwa, dlatego zachowują lojalność wobec Izraela.
Chrześcijanie stanowią 2,1% populacji Izraela i składają się zarówno z chrześcijańskich Arabów, Palestyńczyków, jak i Żydów mesjanistycznych. Pozostali to przede wszystkim Ormianie, duchowni z innych krajów, mnisi, zakonnice i osoby pracujące w organizacjach chrześcijańskich.

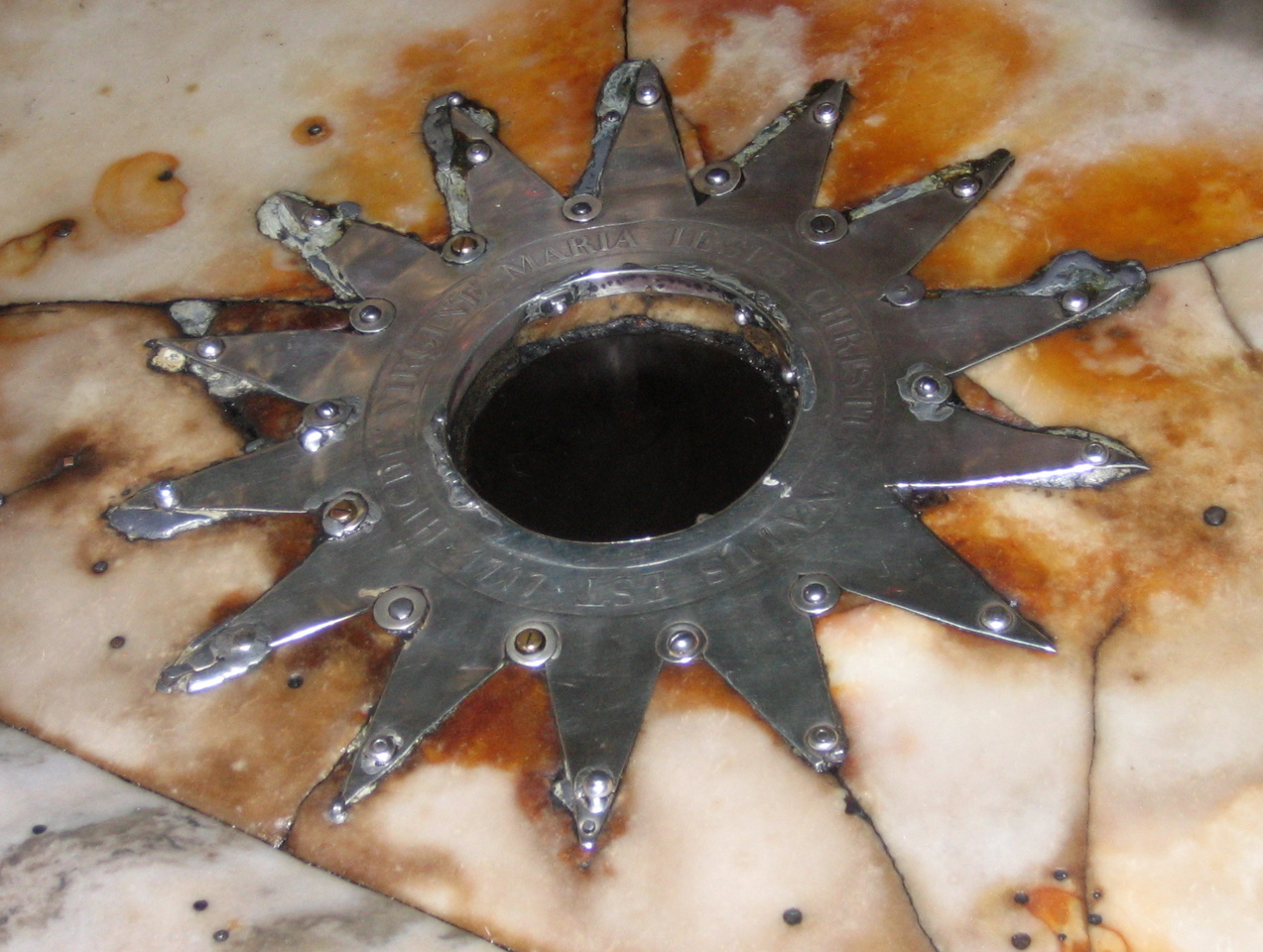
Gwiazda oznaczająca miejsce narodzenia Jezusa Chrystusa w bazylice Narodzenia Pańskiego w Betlejem

Dla Izraela nie mają żadnego znaczenia relacje występujące na świecie pomiędzy poszczególnymi Kościołami chrześcijańskimi. Największą rolę w Ziemi Świętej odgrywa prawosławny Patriarchat Jerozolimski, którego najwyżsi hierarchowie, od czasów Imperium Osmańskiego (w którym dużą rolę odgrywali greccy fanarioci), wywodzą się spośród Greków, podczas gdy wierni posługują się językiem arabskim. Do Kościoła prawosławnego należy ponad połowa bazyliki Grobu Świętego w Jerozolimie i duża część bazyliki Narodzenia Pańskiego w Betlejem. Patriarchat prawosławny w Jerozolimie jest jedynym Kościołem autonomicznym w Izraelu, a jego zwierzchnicy, patriarchowie Jerozolimy i całej Palestyny, stoją najwyżej w hierarchii miejscowego duchowieństwa chrześcijańskiego.
Rosyjski Kościół Prawosławny ma dwie swoje placówki w Jerozolimie: jedna reprezentuje Patriarchat Moskiewski, a druga Rosyjską Cerkiew za Granicą (od 2007 część składową Patriarchatu). Ma ona katedrę w Jerozolimie oraz cerkwie w Jafie, Nazarecie, Tyberiadzie i Hajfie. Również Rumuński Kościół Prawosławny ma swoją nieliczną reprezentację w Jerozolimie.
Apostolski Kościół Ormiański ma w Izraelu bardzo mocną pozycję. Ormianie (około 2,5 tys. osób) zamieszkują w Dzielnicy Ormiańskiej w Jerozolimie, a ormiańskiemu patriarsze Jerozolimy podlega część bazyliki Grobu Pańskiego i Narodzenia Pańskiego.

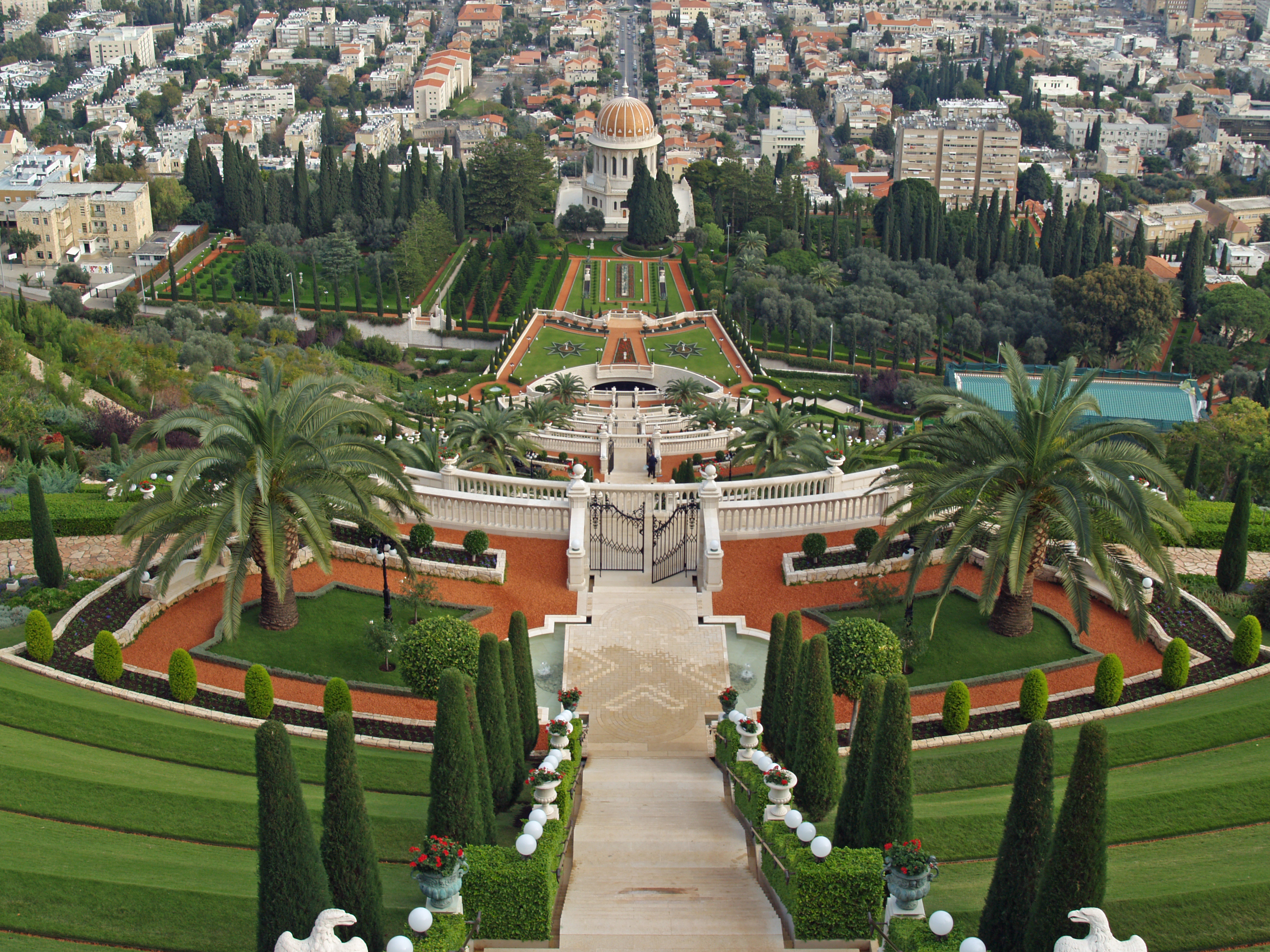
Światowe Centrum Bahaizmu w Hajfie

Syryjski Kościół Ortodoksyjny ma swoje biskupstwo w Jerozolimie od 1140, a biskup rezyduje w klasztorze św. Marka. Koptowie mają własny klasztor i korzystają z odrębnych kaplic w bazylikach Grobu Pańskiego i Narodzenia Pańskiego. Kościół etiopski ma niewielki klasztor na dachu bazyliki Grobu Pańskiego oraz klasztor z kościołem w Jerozolimie. Kościół unicki nie ma żadnych praw własności do najważniejszych świętych miejsc.
Kościół rzymskokatolicki obejmuje 17% ogółu świętych miejsc chrześcijaństwa w Jerozolimie. W skład społeczności katolickiej w Izraelu wchodzi ponad 45 zakonów i zgromadzeń zajmujących kilkaset domów klasztornych. Większość praw wykonywania praktyk religijnych spoczywa w rękach franciszkanów.
Społeczność protestancka obejmuje około 30 tysięcy wyznawców. Kościół luterański prowadzi w Izraelu kilka instytucji religijnych, w tym Szwedzki Instytut Teologiczny i Fińską Szkołę Misyjną w Jerozolimie, szwedzką szkołę i szpital w Betlejem oraz kościoły skandynawskich marynarzy w Hajfie i Aszdod. Kościół anglikański odprawia czasami nabożeństwa w bazylice Grobu Świętego. Inne grupy protestanckie, takie jak prezbiterianie, baptyści, zielonoświątkowcy, adwentyści i kwakrzy odgrywają mniejszą rolę.
Świadkowie Jehowy liczą ponad 2017 członków. Wyznanie to w Izraelu tworzą 33 zbory hebrajskojęzyczne, arabskojęzyczne, angielskojęzyczne, hebrajskiego języka migowego i rosyjskojęzyczne oraz grupy: hiszpańskojęzyczna, gruzińskojęzyczna, tagalskojęzyczna i amharskojęzyczna.
W Hajfie znajduje się Światowe Centrum Bahaizmu, a w pobliskiej Akce jest pochowany Bahá'u’lláh. Jego grób jest celem licznych pielgrzymek.
W Izraelu są także obecni członkowie wielu innych grup religijnych, w tym buddyści i hinduiści, jednak w niewielkiej liczbie.

## Kultura

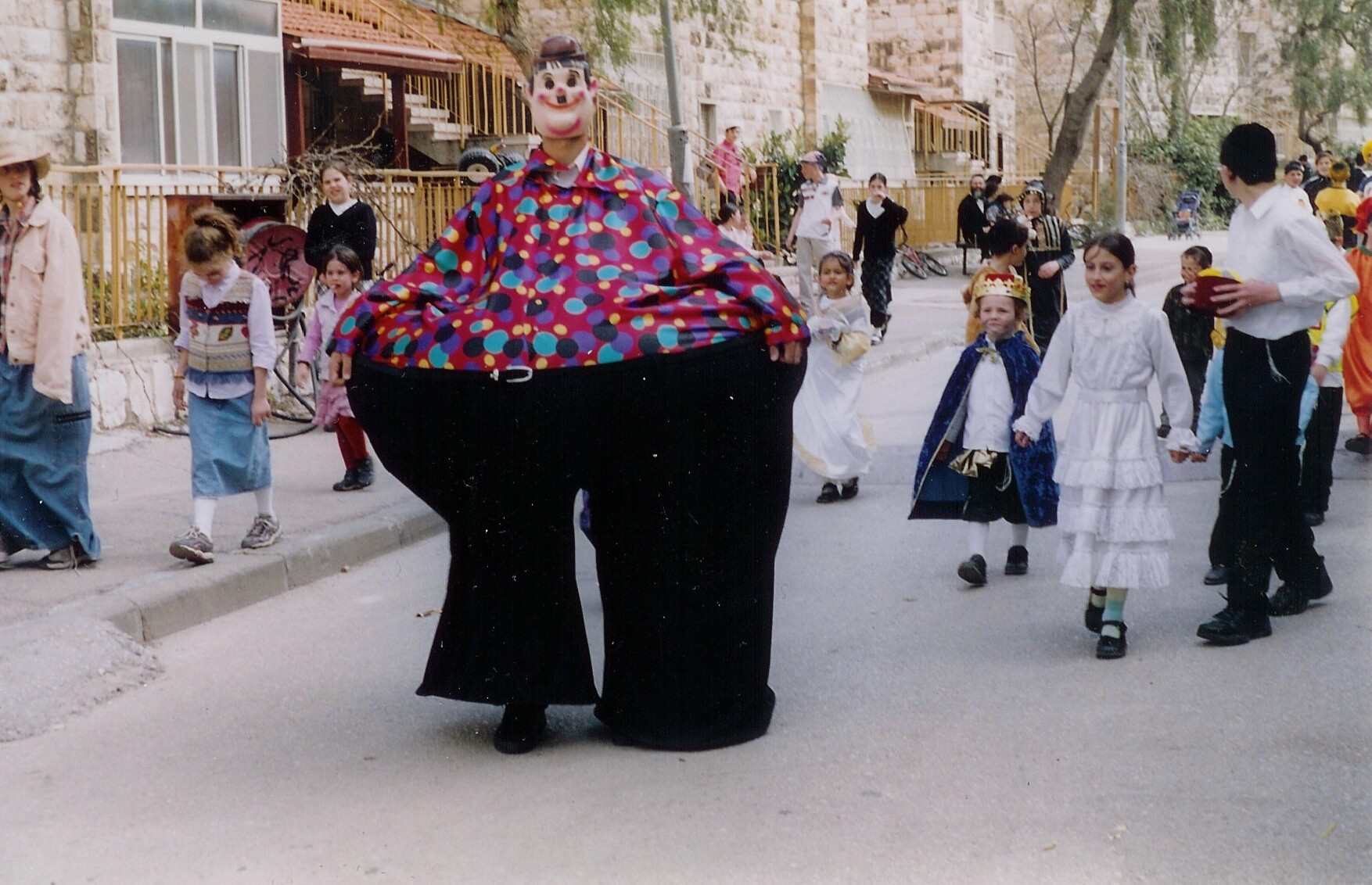
Purimowi przebierańcy na ulicy Jerozolimy

Bogactwo kulturowe Izraela wynika z różnorodności populacji: pochodzący z całego świata Żydzi przywieźli z sobą tradycje kultury i religii wielu narodów, tworząc tygiel żydowskich zwyczajów i wierzeń. Izrael jest jedynym krajem na świecie, w którym życie biegnie według kalendarza żydowskiego. Dniami wolnymi od pracy są święta państwowe, święta religijne oraz tradycyjny szabat (sobota).
| Data              | Polska nazwa                  | Oryginalna nazwa    |
| ----------------- | ----------------------------- | ------------------- |
| 1 tiszri          | Nowy Rok                      | Rosz ha-Szana       |
| 10 tiszri         | Dzień Pojednania              | Jom Kipur           |
| 15-21 tiszri      | Święto Szałasów               | Sukkot              |
| 23 tiszri         | Radość Tory                   | Simchat Tora        |
| 12 cheszwan       | Dzień Pamięci Icchaka Rabina  | Jom Icchak Rabin    |
| 25 kislew-3 tewet | Święto Świateł                | Chanuka             |
| 15 szwat          | Nowy Rok Drzew                | Tu bi-szwat         |
| 14-15 adar        | Święto Losów                  | Purim               |
| 14 nisan          | Pascha                        | Pesach              |
| 15-22 nisan       | Święto Przaśników             | Chag Hamacot        |
| 27 nisan          | Dzień Pamięci Holokaustu      | Jom HaSho’ah        |
| 5 ijar            | Dzień Niepodległości Izraela  | Jom ha-Acmaut       |
| 28 ijar           | Dzień Jerozolimy              | Jom Jeruszalaim     |
| 6-7 siwan         | Święto Tygodni                | Szawuot             |
| 17 tamuz          | Początek trzech tygodni postu | Sziwa Asar be-Tamuz |
| 9 aw              | Post po utracie Świątyni      | Tisza be-Aw         |

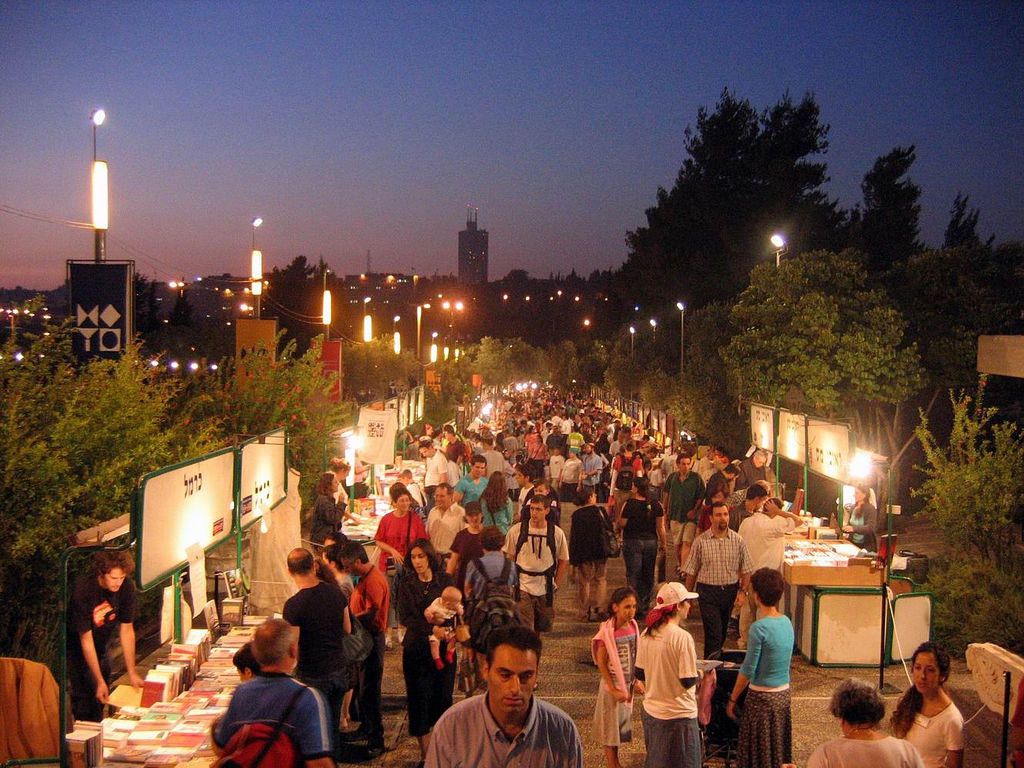
Targi książki hebrajskiej w Jerozolimie – 2005

Połowa dorosłych mieszkańców Izraela czyta przynajmniej jedną książkę miesięcznie. Izraelska literatura składa się w większości z poezji i prozy pisanej w języku hebrajskim, który przeżył swoje odrodzenie w połowie XIX wieku. Mniejsza część literatury jest wydawana w językach arabskim i angielskim. Na mocy przepisów prawnych dwie kopie każdej wydanej w Izraelu książki muszą być przekazywane do Narodowej Biblioteki Żydowskiej na Uniwersytecie Hebrajskim w Jerozolimie. W 2001 poprawiono przepisy, rozszerzając obowiązek o nagrania audio, video i inne nowoczesne media. W 2006 85% z 8 tys. książek przekazanych do biblioteki było napisanych w języku hebrajskim.
Izraelskim laureatem Nagrody Nobla w dziedzinie literatury za rok 1966 był prozaik Samuel Agnon (1887–1970). Często tłumaczone są dzieła pisarzy Amosa Oza (1939–2018) oraz Dawida Grossmana (ur. 1954).
Co roku w czerwcu odbywają się targi Tydzień Książki Hebrajskiej (hebr. שבוע הספר העברי), na których są prezentowane książki i czasopisma żydowskie z całego świata. Podczas targów przyznawane jest najwyższe izraelskie wyróżnienie literackie – Nagroda Sapira.

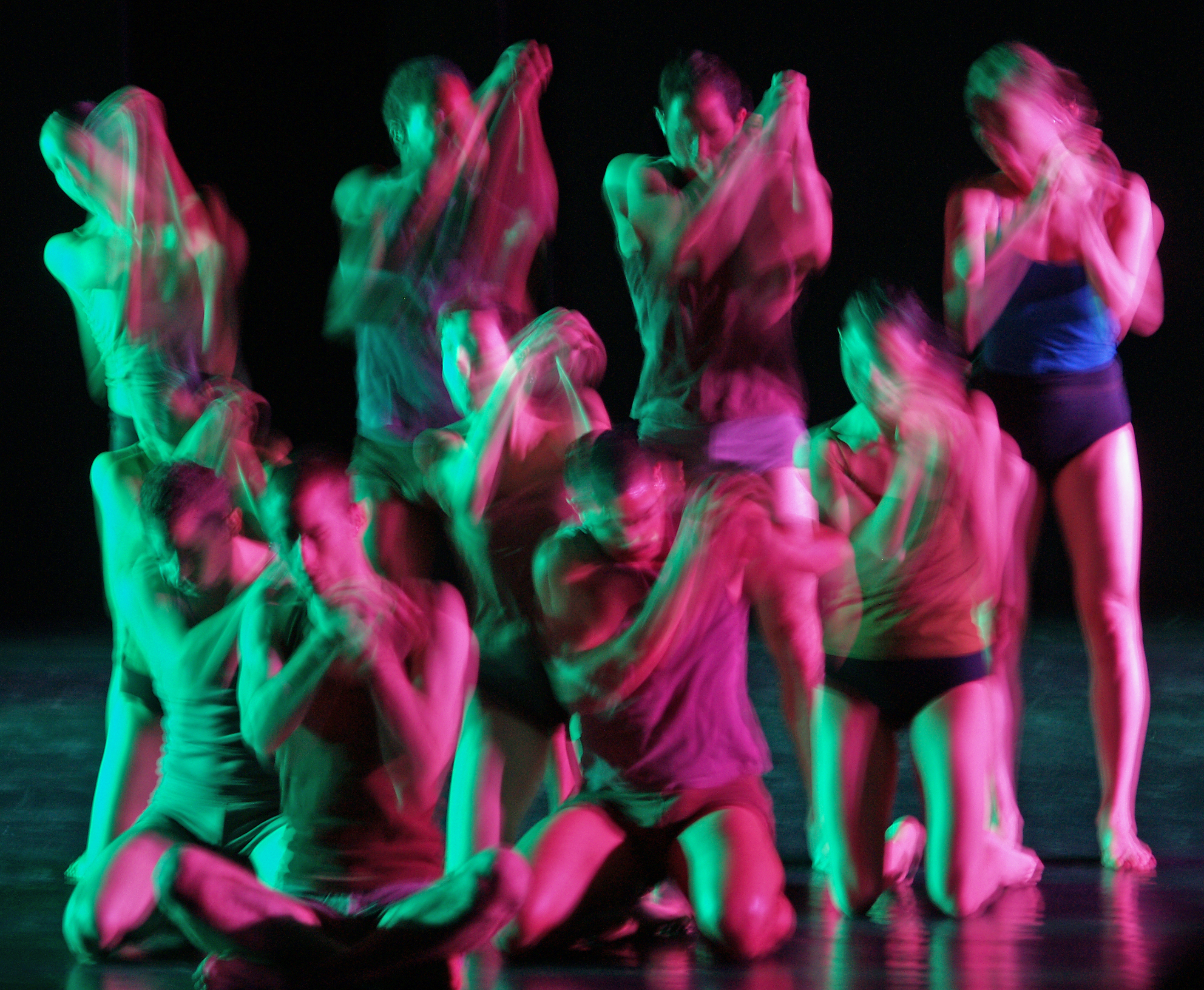
Batsheva Dance Company w Tel Awiwie

Izraelska muzyka jest różnorodna. Na scenie muzycznej można usłyszeć muzykę jemeńską, chasydzką, arabską, grecką, jazz i pop-rock. Tradycyjne pieśni pionierów, tworzone i śpiewane podczas budowania państwa, są znane jako „Pieśni Ziemi Izraela”. Znana jest Izraelska Orkiestra Filharmoniczna (hebr. התזמורת הפילהרמונית הישראלית, ha-Tizmoret ha-Filharmonit ha-Jisra’elit), która działa od 1936 i daje ponad dwieście koncertów rocznie. Z Izraela wywodzi się także wielu muzyków, którzy osiągnęli międzynarodową popularność, m.in. Jicchak Perlman, Pinchas Zukerman oraz Asaf Awidan. Głównymi salami koncertowymi są Audytorium Manna (Heichal Hatarbut) w Tel Awiwie i Międzynarodowe Centrum Kongresowe (Binyanei Ha’Umah) w Jerozolimie.
Izraelska muzyka pop zaistniała na scenie międzynarodowej pod koniec lat 80., kiedy Ofra Haza nagrała utwór Im Nin’ Alu (album Yemenite Songs). Od 1973 Izrael niemal corocznie brał udział w Konkursie Piosenki Eurowizji, cztery razy zwyciężając i trzy razy będąc gospodarzem konkursu. W 1978 zwyciężył Jizhar Kohen z zespołem Alphabeta, a w 1979 z przebojem Hallelujah triumfowali Milk and Honey i Gali Atari. W 1998 zwyciężczynią tego konkursu była Dana International, transseksualna gwiazda disco z Tel Awiwu, natomiast w 2018 triumfowała Neta. Od 1987 co roku w lecie organizowany jest w Ejlacie międzynarodowy festiwal muzyczny Red Sea Jazz Festival.
Podtrzymując silne tradycje sceny teatralnej jidysz w Europie Wschodniej, Izrael utrzymuje liczne teatry. Najstarszym izraelskim teatrem jest założony w 1918 w Tel Awiwie Habima.
Jedną z najważniejszych placówek kulturalnych Izraela jest Muzeum Izraela, które jest siedzibą sanktuarium Zwojów oraz dużej kolekcji judaików i europejskiej sztuki. Państwowe muzeum Holokaustu Jad Waszem mieści największe na świecie archiwum o Holokauście. Muzeum Diaspory jest interaktywnym muzeum poświęconym historii gmin żydowskich na całym świecie. Poza głównymi muzeami, w wielu miastach i osiedlach znajdują się galerie sztuki. Mishkan Le’Omanut w kibucu En Charod Me’uchad jest największą galerią sztuki na północy kraju.
Znacząca społeczność arabska odcisnęła swój ślad w izraelskiej architekturze, muzyce i kuchni.

## Sport

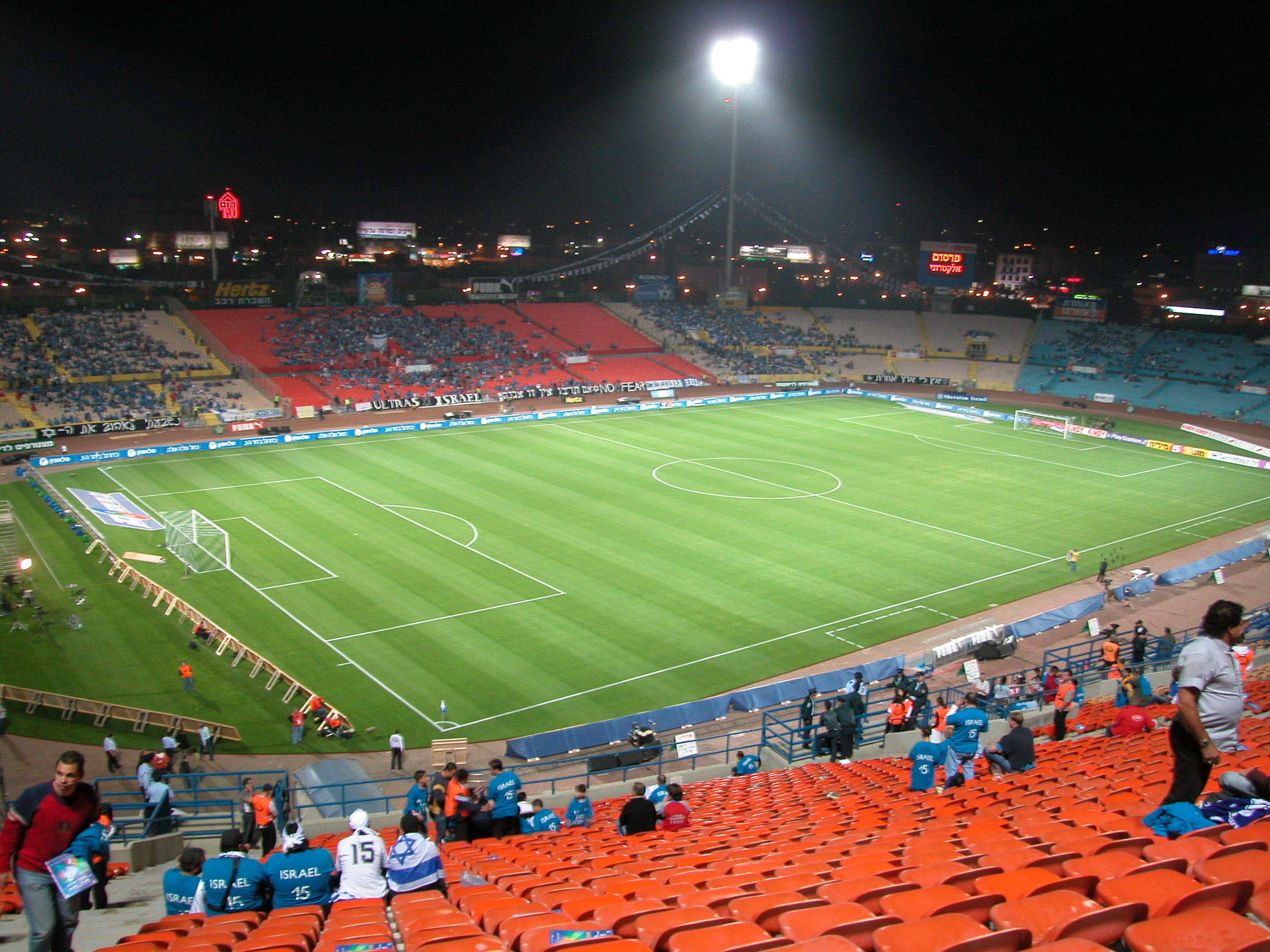
Narodowy stadion Stadion Ramat Gan

Sport i sprawność fizyczna zawsze odgrywały duże znaczenie w żydowskiej kulturze. Sprawność lekkoatletyczna, która była ceniona przez starożytnych Greków, dotarła do Żydów jako jedna z wartości epoki hellenistycznej. Słynny rabin Mojżesz Majmonides, który był również lekarzem, podkreślał znaczenie aktywności fizycznej i utrzymywania dobrej sylwetki. Poglądy te spotkały się w XIX wieku z ideami syjonistycznego lidera Max Nordau, który rozpoczął kampanię propagowania kultury fizycznej. Na początku XX wieku naczelny rabin Palestyny Awraham Kuk powiedział, że ciało służy duszy, a jedynie zdrowe ciało może zapewnić zdrową duszę.
Olimpiada machabejska jest najważniejszą olimpiadą sportową żydowskich sportowców. Organizowana jest począwszy od 1932 co cztery lata. Najpopularniejszymi sportami widowiskowymi w Izraelu są piłka nożna i koszykówka. W 1964 reprezentacja Izraela w piłce nożnej odniosła zwycięstwo w pucharze Azji.
W latach 70. XX wieku Izrael został wykluczony z igrzysk azjatyckich na skutek nacisków na organizatorów ze strony arabskich państw Bliskiego Wschodu. Wykluczenie doprowadziło Izrael do podjęcia decyzji o zaprzestaniu udziału w azjatyckich rozgrywkach i przystąpienia do rozgrywek w Europie. W 1994 UEFA zgodziła się uznać Izrael i wszystkie izraelskie organizacje sportowe jako biorące udział w rozgrywkach europejskich. Ligat ha’Al jest I ligą izraelskiej piłki nożnej, a Izraelska Super Liga I ligą izraelskiej koszykówki. Maccabi Tel Awiw sześciokrotnie wygrał europejskie mistrzostwa w koszykówce.
Reprezentacja Izraela zdobyła dwadzieścia medali letnich igrzysk olimpijskich, w tym cztery złote (Klasyfikacja medalowa wszech czasów igrzysk olimpijskich). W listopadzie 1968 Izrael był gospodarzem igrzysk paraolimpijskich. Paraolimpijczycy z tego kraju w 16 startach zdobyli łącznie 375 medali – 123 złote, 123 srebrne i 129 brązowych.